# Dunamocs
Dunamocs (szlovákul Moča, röviden Mocs) község  Szlovákiában, a Nyitrai kerületben, a Komáromi járásban.

## Fekvése
Párkánytól 25 km-re nyugatra, Komáromtól 25 km-re keletre, a Duna bal partján fekszik, Süttővel szemben. Közigazgatási területe 17,87 km², mely 108-122 méteres tengerszint feletti magasságban fekszik. A falun keresztülhalad a 63-as főút Komárom-Párkány közötti szakasza, melyről itt ágazik le az 588-as út, mely Búcs (6 km) érintésével Köbölkút (13 km) felé teremt összeköttetést. Karvával a Duna partján haladó régi országút (ma a Duna-menti nemzetközi kerékpárút része) is összeköti Dunamocsot.
Nyugatról Dunaradvány, északnyugatról Madar, északkeletről Búcs és Bátorkeszi, keletről Karva; délnyugatról Neszmély, délkeletről pedig Süttő községekkel határos. Déli határát (mely egyben az államhatár is) a Duna alkotja, Dunaradványtól a Radványi-kanális választja el. Nyugati határa egyben a történelmi Komárom és Esztergom vármegye határát is alkotta.
Dunamoccsal szemben, már Süttő területén található a Mocsi-sziget. A falutól északra fekvő Mocsipuszta (más térképen Pusztaszentjánosi vagy Szent János-puszta) lakatlan településrész, egykori érsekségi majorság.
Helynevek a község területén: Tekér-völgy, Sós, Malomrév, Ásvány, Búcsi útra dűlő, Dunára dűlő, Ördöngös-völgy, Mocsolya.

## Élővilága

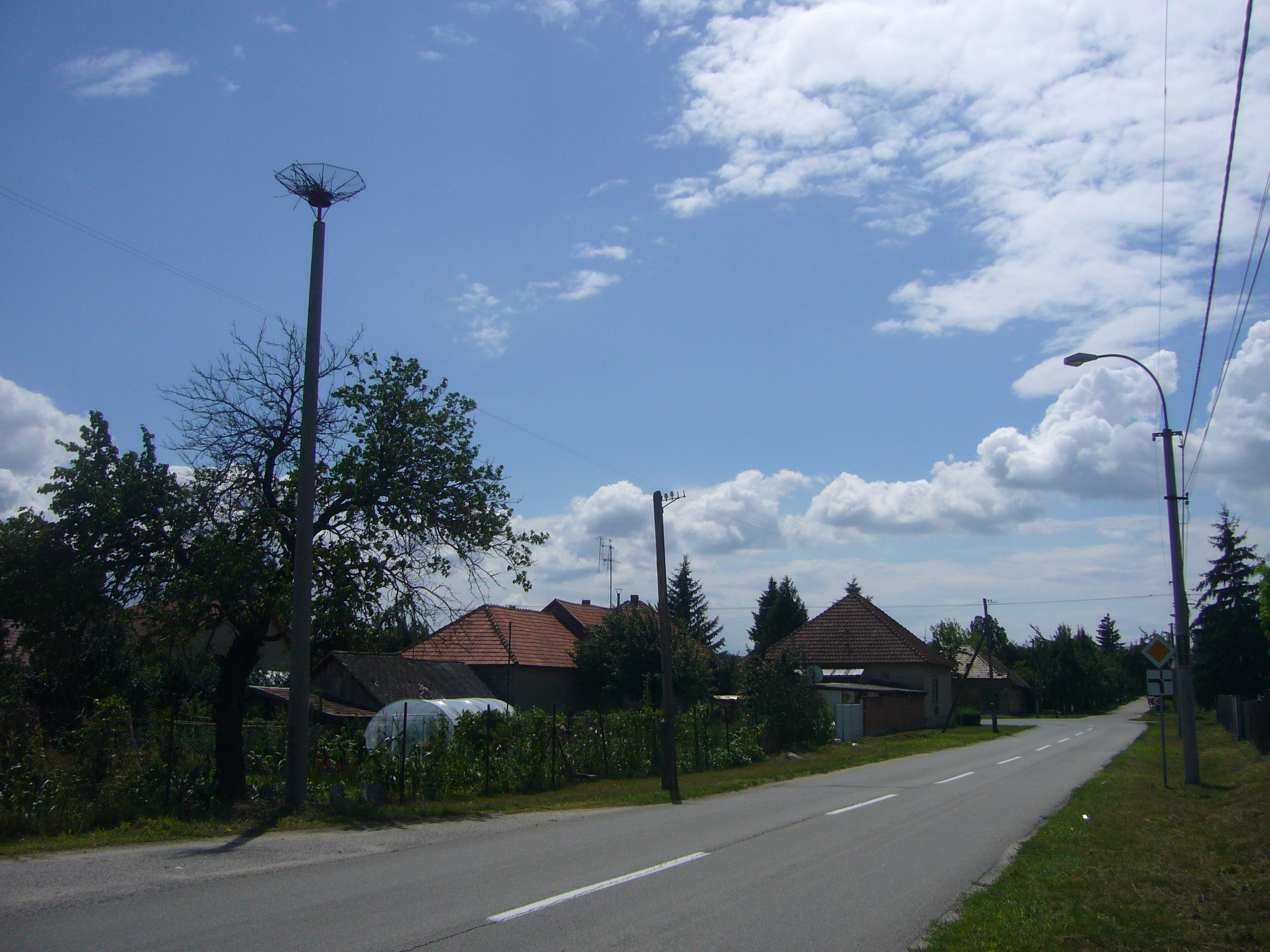
Fészekalátét
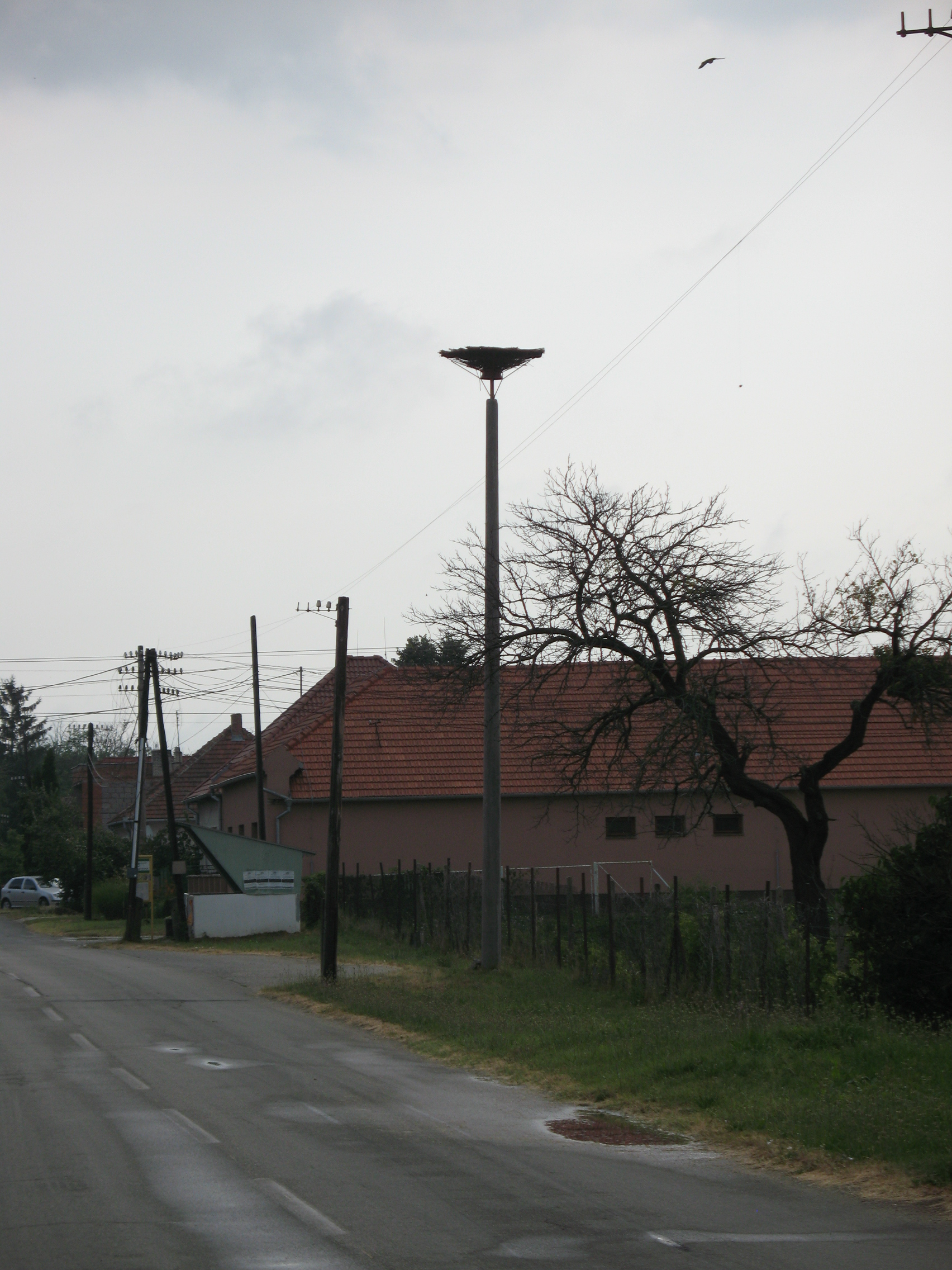
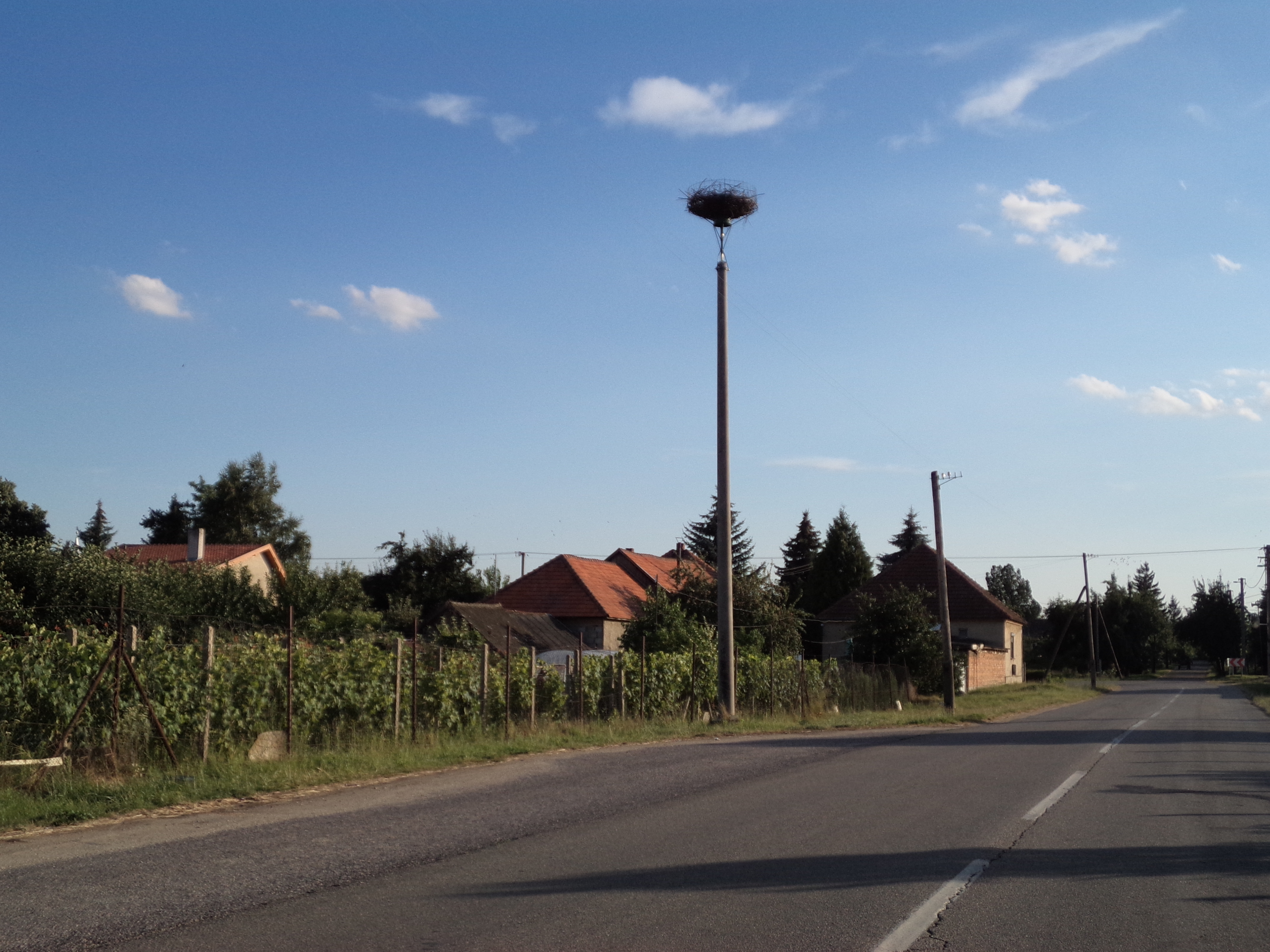

Dunamocson az egyik buszmegállónál van gólyafészek alátét, azonban hosszú ideje nem költenek gólyák a faluban.

## Története

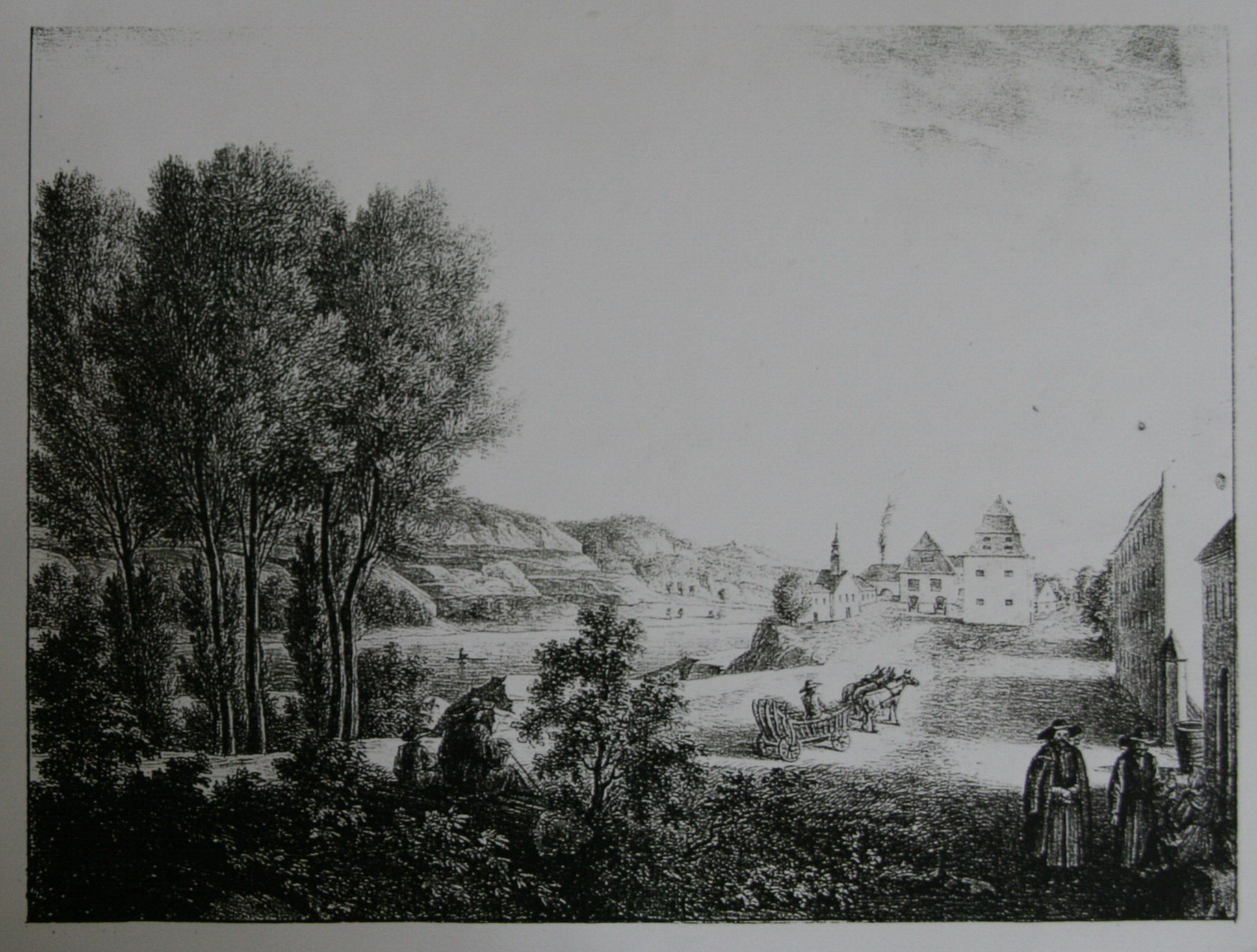
Dunamocs látképe 1827-ben

1156-ban említik először Machala (Asszonytelek) név alatt. 1208-ban már Moch néven szerepelt, ekkor már állt régi temploma is. 
1550 körül lakói protestánsok lettek, a község ma is református többségű. Egy része a 16. század közepétől az esztergomi érsekség és a Báthoryak birtoka volt. 1550-ben Bajcsy János érsekújvári lovashadnagy telepítette újjá a falut. 1559-ben Nádasdy Tamás nádor meghagyta a győri káptalannak, hogy Posár Ambrus és Lukács testvéreket, akik I. Ferdinánd magyar királytól a Komárom vármegyei Keszegfalvára, Szovátra (Závad - Keszegfalva és Gúta között), Véknek egy curiájára és házra, illetve egész Asszonyteleke aliter Machiolara (Dunamocs korábban Komárom vármegye része volt) királyi adományt nyertek, vezesse be. Ez megtörtént 1560-ban, de a török veszély miatt a statutio és bevezetés Komáromban történt. Ugyanakkor szintén 1560-ban gadóczi Farkas Márton is királyi adományt kapott az említett birtokokra, amiből pereskedés lett a marcelházai Posárok (Pozsár) és a Farkasok között a királyi Curia előtt. 1594 után a tizenöt éves háború harcai során újra elnéptelenedett és a keresztény seregek felvonulási területe lett. 1595 szeptemberében a pápai csapatok itt táboroztak. 1683-ban elűzték ugyan a törököket a környékről, de a harcok során ismét elnéptelenedett a falu; csak 1696-ban szerepel ismét a lakott falvak jegyzékében (ekkor 40 jobbágycsalád élt itt). Az 1701-es egyházlátogatási jegyzőkönyv szerint mintegy 300 lakosa és 9 vízimalma volt Dunamocsnak.
Mocs és környéke sokat szenvedett a Rákóczi-szabadságharc során is, a mocsi jobbágyok, molnárok és révészek egyaránt a kurucok oldalára álltak és részt vettek a karvai sáncok építésében. A labancok (akiknek bázisa a Mocsi-szigeten volt) bosszúból felgyújtották a mocsi vízimalmokat. Kucklander labanc parancsnok elűzette a falu lakosait 1709-ben és csak 1712-ben telepedhettek vissza. A kuruc háborúk befejezése után a császári parancsnokság katonai magtárakat építtetett a Duna-parton.
Bél Mátyás Esztergom vármegye leírása című munkájában így ír Dunamocsról: MOCS-nak, mely szinte a mocsár szót rejti, talán a szlávok adták a nevét, nem is alaptalanul, mivel hozzá tartozik a Duna partja; ugyanezen parton Madar irányában Komárom megyei falvakig nyúlik ki határa, ahol is a vármegye végződik; saját kis tartományában határos vele Bátorkeszi, Bucs és Karva, ezen utóbbi a Dunának ugyanazon partján, és ezen folyóban más-fél sziget is még Mocshoz tartozik, mégpedig azok, amelyek vele szemben vannak, és néhány gyümölcsös van rajtuk. A szárazföld többi része nyitott és egészen sík, és még csak bozótot sem találni rajta. Különben a talaja mindenütt porhanyós, helyenként az agyagtól fehér, vetés előtt trágyázni kell a búzának alkalmatlan földet. Láttunk itt két földvárat, az egyik kisebb, kör alakú, emberi kéz emelte halom, és Madar irányában távolabb sánc veszi körül; a másik, a nagyobbik, a Duna partján van, melyet a Rákóczi-féle felkelésre szövetkező magyarok a nyergesújfalusi tábor védelmére emeltek. Itt van azonban az a falu is, amely mellett az elmúlt évben a hajótörést szenvedett nyomorult embereket kimentették, melyről másutt már szóltunk. A hajó ugyanis, miután a kormánya felmondta a szolgálatot, a mocsai hajómalmokra sodródott, és úgy nekiütközött a malomkerekeknek és a hajó-malomnak, hogy azt is csaknem összetörte, maga pedig darabokra hullott. Közben sokan, akik a hajó fedélzetén tartózkodtak, a folyóba hullottak, közülük többen, akik el tudták érni a hajómalmot, ebből az életveszedelemből kimenekültek: a többi hajótöröttet pedig, akik maradtak, a mocsaiak, kik hajóikkal segítségükre siettek, csoportokban fogták ki és mentették csónakjaikba. Az összetört hajó hátsó felét a falu alatt húzták partra, és több mint húsz vízbefúltat hantoltak el külön-külön gödrökbe. Mindnyájan reformátusok. Ugyancsak a bátorkeszi plébánosnak vannak alárendelve.
A faluban 1646-ban már volt református iskola, melyet két ízben is elvettek a felekezettől. 1705-től 1752-ig ismét a reformátusoké, véglegesen 1783-ban kapják meg.
1778-ban a Duna-parton Nepomuki Szent János-szobrot állítottak egy 1735-ben történt tömeges hajószerencsétlenség emlékére. Az 1763-as és 1783-as földrengések súlyos károkat okoztak Mocson is. 1764-től vezették az anyakönyveket, 1783-tól pedig a reformátusoknak újra lett prédikátoruk.
Az 1767-es összeírás két szőlőhegyről tesz említést: a Szarvas-hegyről (ismertebb nevén Mocsolya), mely Bátorkeszi és Madar határán fekszik, valamint a Dunára néző Ásvány-hegyről. A szőlők lábánál települések alakultak ki, a Duna-parti szőlősoron a kintlakás csak a 19. század végén szűnt meg.
Vályi András szerint "MOCS. Tót (sic!) falu Esztergom Várm. földes Ura az Esztergomi Érsekség, lakosai katolikusok, és reformátusok, fekszik a’ Duna mellett, szőleji középszerűek, el adásra módgyok a’ Dunán, és Komáromban, földgye középszerű, határja többnyire homokos, valamint legelője is; réttyeinek egy részét az áradások meg öntik."
1797-ben Szilágyi János prédikátornál vendégeskedett Csokonai Vitéz Mihály. Mocson híres molnárcéh működött, melynek 1805-ös céhrendelete szerint a malmok a malmosgazdák tulajdonában voltak, akik bérmunkában molnármestereket alkalmaztak. A 13 mocsi malomnak 51 malmosgazda volt a tulajdonosa. A malomrév (a hajómalmok "sorállása") Dunaradvány és Mocs határánál volt.
1840-ben 1197-en lakták. A lakosság földműveléssel, szőlőtermesztéssel, halászattal és fuvarozással foglalkozott. A falu eredetileg két részből állt, a Duna partjánál fekvő Ómocsból és a folyótól távolabb épült Újmocsból (a két falurész később teljesen egybeépült). 1838-ban a dunai árvíz Mocsot is sújtotta.

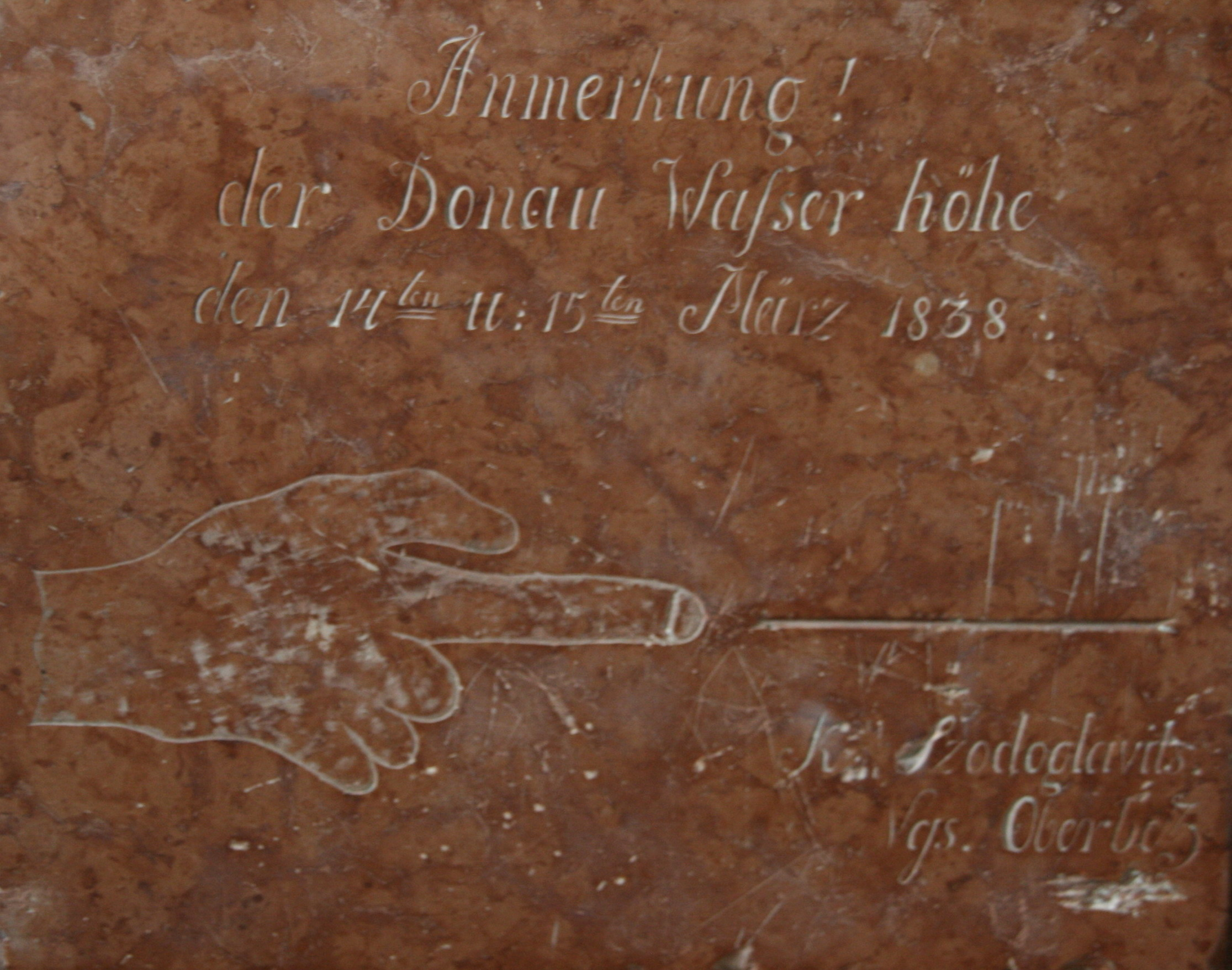
Az 1838-as dunai árvíz emléktáblája (Orosz Örs gyűjteményéből)

Fényes Elek szerint "Mocs, magyar falu, Esztergom, vagy az uj rendezés szerint Komárom vmegyében, a Duna bal partján, rónaságon. Ut. p. Neszmély 1/2 mérföld. Lakja: 200 kath., 1200 reform. lakos, kath. és ref. anyatemplomokkal. Sok duna-malommal, magtárral. Földjei fekete homokosak s elég termékenyek. A lakosok birnak, 721 hold második, 437 hold harmadik osztálybeli szántóföldet, 113 h. rétet, 510 kapa szőlőt. F. u. az esztergomi érsek."
1848-ban az Esztergom vármegyei nemzetőrség egésze Mocson táborozott Kovács Pál és Besze János vezetésével. Az 1853-as, 1876-os, 1897-es és 1899-es árvizek után kiépült az árvízvédelmi gátrendszer.
A 19. század végére már gőzhajóállomás is működött Dunamocson. 1891-ben a Duna túlpartján megépült az Almásfüzitő-Esztergom vasútvonal, melynek egyik állomása (ma a Süttő-Felső nevet viseli) Dunamocs vasúti megállóhelye volt.
A faluban aránylag sok kézműves és ipari foglalkozású élt. Dolgoztak mocsi kádárok a füzitői olajfinomítóban, kőfaragók Piszke és Süttő kőbányáiban és szakmunkások a komáromi dohánygyárban. A nagyközségben hitelszövetkezet és postahivatal működött, rendszeres hajójárat kötötte össze Komárommal és Esztergommal.

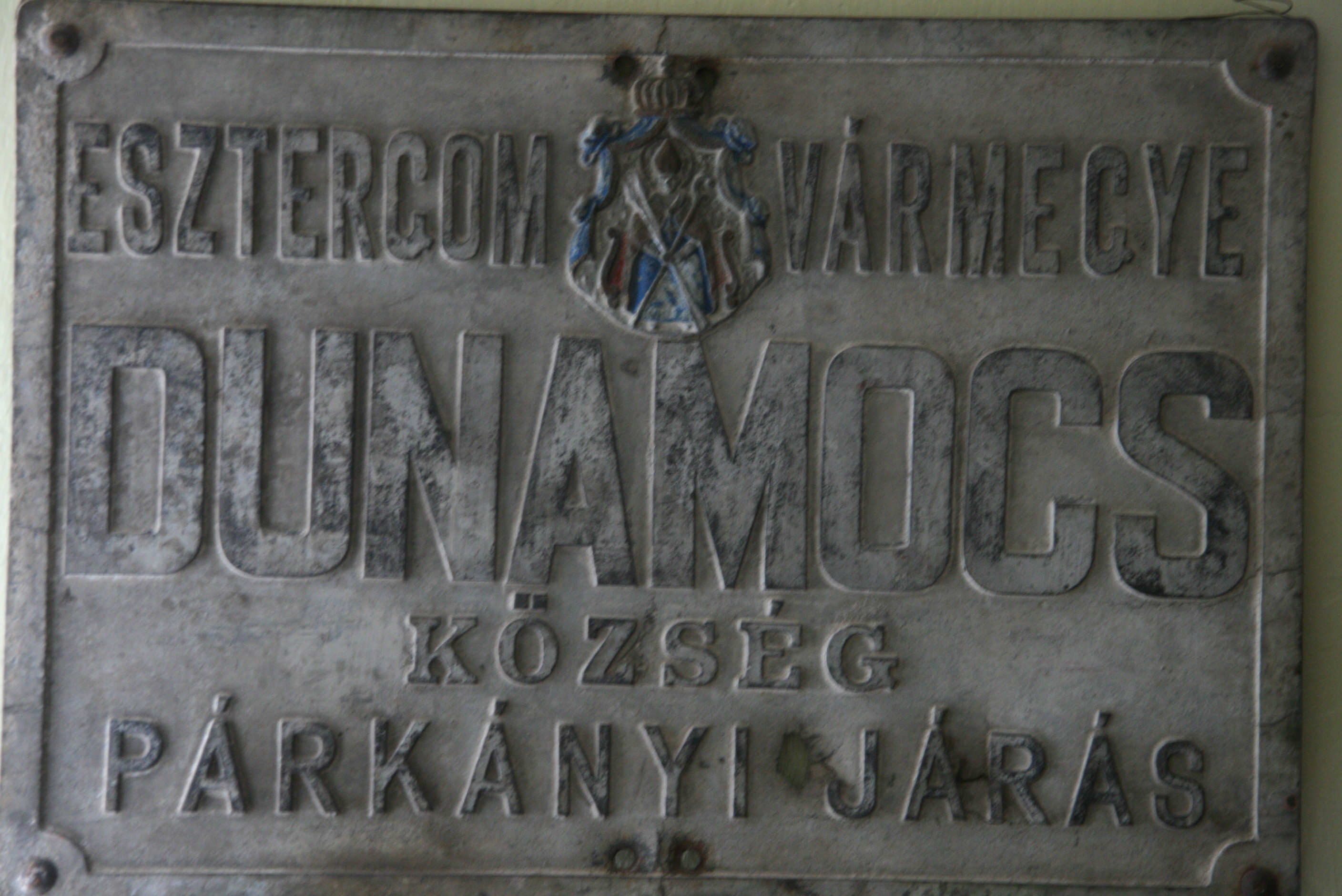
Az egykori címeres helységnévtábla (Orosz Örs gyűjteményéből)

A trianoni békeszerződésig Esztergom vármegye Párkányi járásához tartozott.
Az első világháborúban 54 dunamocsi katona (48 református, 6 katolikus) vesztette életét.
Miután a községet Csehszlovákiához csatolták, sokat romlott a gazdasági helyzet. Korábban a Duna jobb partjának ipartelepei adtak munkát sok mocsinak, akik az átkelőforgalom megszűnésével munka nélkül maradtak. Sokan kényszerültek ebben az időszakban elvándorolni a faluból. Ebben az időszakban vált intenzívebbé a faluban a szőlőtermesztés.
Az új államhatalom az 1920-as években az egykori Boncz-kúria helyén egy nagy határőrkaszárnyát építtetett a Duna gátjánál (az épület ma is áll). A 20. század közepéig a községnek 18 vízimalma működött.
1938-ban Dunamocs visszakerült Magyarországhoz, 1939-ben mintegy 100 lengyel menekült érkezett a faluba. A második világháború során 45 besorozott dunamocsi fiatal vesztette életét, és a koncentrációs táborba hurcolt 44 zsidó és kommunista lakos közül 38-an pusztultak el. A faluban lezajlott harci cselekményekben 19 falubeli vesztette életét és az elhurcolt leventék közül ketten nem tértek haza. 1944. július 2-án a Budapest ellen felvonuló, de megzavart repülőgépek egy másik angolszász köteléke valószínűleg hiba folytán bombázta a falut, mely támadásnak több halálos áldozata is volt.

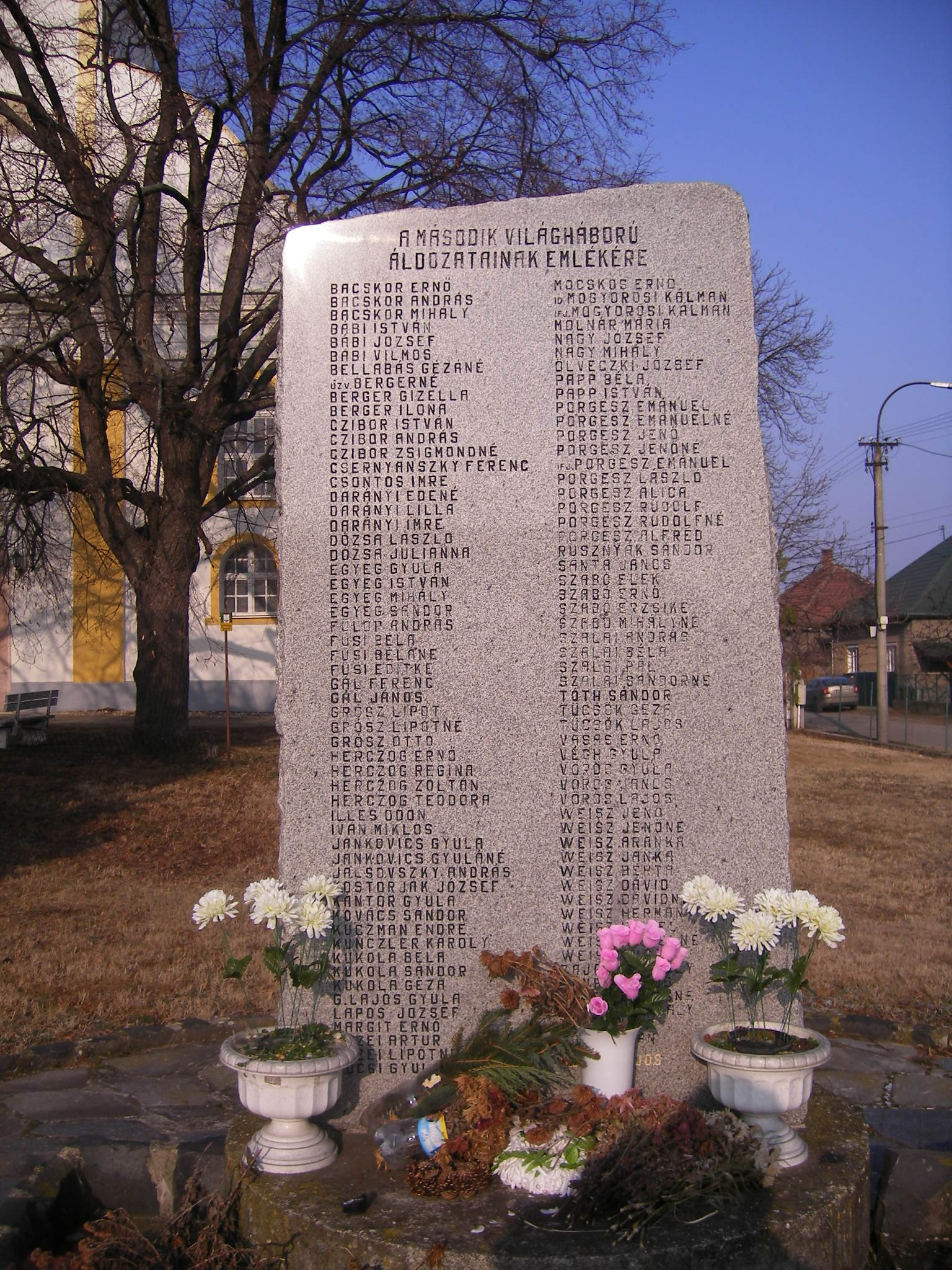
A második világháború áldozatainak emlékműve

A falu súlyos károkat szenvedett 1945 első hónapjaiban, amikor a front több alkalommal is áthaladt rajta. Ekkor pusztult el többek között az érseki kúria, a temetői nagykereszt, a református templom tornya és Nepomuki Szent János szobra is. A legsúlyosabb harcok a református temető környékén zajlottak, számos sírkövön még ma is láthatóak a becsapódási nyomok. A lakosság a harcok idején a pincékben keresett menedéket. A háború előtt zsinagóga és zsidó temető is volt a községben (a falu Dunaradvány felé eső végén, a későbbi hétvégi házas beépítésű területen).
1945-ben a magyar iskolát megszüntették a községben, a diákok közül sokan szöktek át Magyarországra tanulni. 1947. január 31-én kezdődött a lakosság deportálása csehországi kényszermunkára, 69 személy került Žatec és Postoloprty vidékére. A Magyarországra történő deportálás 1948. október 28-án kezdődött, Fertőrákosra nyolc, Rajkára 9 családot telepítettek.
1949 márciusában megalakult a helyi Csemadok, 1950-ben újjáindult a magyar nyelvű oktatás, 1952-ben pedig megkezdte működését az Egységes Földműves Szövetkezet. Ekkoriban szűntek meg az utolsó vízimalmok a faluban. 1960-ban újjászentelték a református templomot. 1964-ben felépült a vendéglő és az iskola új épülete.
1960-ban, a Párkányi járás megszüntetésekor Dunamocsot a Komáromi járáshoz csatolták. 
Az 1965-ös dunai árvíz súlyos károkat okozott a faluban, mintegy 100 ház pusztult el. A Duna június 14-én törte át a gátat és június 17-én érte el a legmagasabb vízállást (801 cm). A lakosságot kitelepítették, a gyerekeket Znojmo, Turzófalva és Vágapátfalva fogadta be erre az időre. Az árvíz során 105 ház teljesen elpusztult, 107 pedig kisebb-nagyobb mértékben megrongálódott. Az árvíz elmúltával megkezdődött a helyreállítás, a csatornázás, valamint a vízvezetékhálózat kiépítése. A község nyugati részén üdülőtelep alakult ki, megindult a szövetkezeti házépítés, az utcák portalanítása, valamint felépült a szolgáltatások háza és egy üzletház.
1976-ban a dunamocsi szövetkezethez csatolták a dunaradványi és virti szövetkezetet is. A központi szövetkezet 1989 után feloszlott.

## Népessége
| Év:            | 1994. | 2004.   | 2014.   | 2024.   |
| -------------- | ----- | ------- | ------- | ------- |
| Emberek száma: | 1190  | 1173    | 1133    | 1145    |
| Eltérés:       |       | -1,42 % | -3,41 % | +1,05 % |

| Év:            | 2023. | 2024.   |
| -------------- | ----- | ------- |
| Emberek száma: | 1149  | 1145    |
| Eltérés:       |       | -0,34 % |

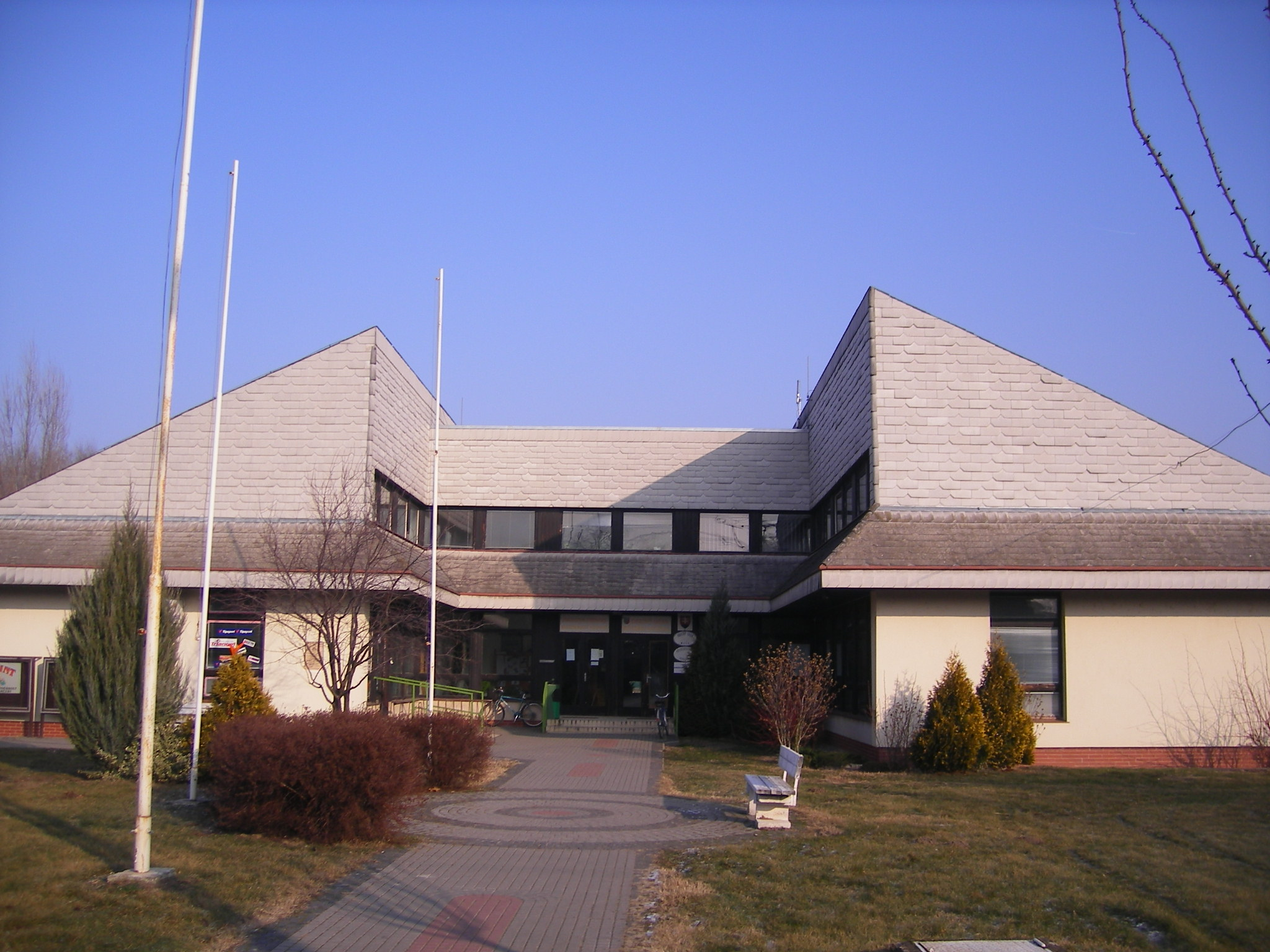
A községháza

1880-ban 1678 lakosából 1523 magyar és 11szlovák anyanyelvű volt.
1890-ben 1775 lakosából 1771 magyar és  anyanyelvű volt.
1900-ban 1917 lakosa mind magyar anyanyelvű volt, közülük 1566 református, 304 katolikus és 47 izraelita vallású.
1910-ben 1897 lakosából 1894 magyar, 2 német és 1 szlovák anyanyelvű volt.
1921-ben 1836 lakosából 1809 (98,5%) magyar, 15 (0,8%) pedig csehszlovák nemzetiségű.
1930-ban 2042 lakosából 1520 magyar, 310 csehszlovák, 59 zsidó, 1 német, 138 egyéb nemzetiségű és 14 állampolgárság nélküli volt. Ebből 1294 református, 646 római katolikus, 79 izraelita, 5 evangélikus, 1 görög katolikus és 17 egyéb vallású volt.
1941-ben 1660 lakosából 1656 magyar és 3 szlovák volt.
1970-ben 1393 lakosából 1299 magyar és 86 szlovák volt.
1980-ban 1336 lakosából 1237 magyar és 93 szlovák volt.
1991-ben 1216 lakosából 1150 magyar és 62 szlovák volt.
2001-ben 1194 lakosából 1098 (92%) magyar, 64 (5,4%) pedig szlovák nemzetiségű volt. Ugyanekkor 801 református, 338 római katolikus, 3 evangélikus és 2 görögkatolikus vallású lakta a községet.
2011-ben 1151 lakosából 1057 magyar, 68 szlovák, 4 cigány, 2 cseh, 1-1 ukrán, morva és egyéb, továbbá 17 ismeretlen nemzetiségű.
2021-ben 1132 lakosából 994 (+17) magyar, 82 (+14) szlovák, 7 egyéb és 49 ismeretlen nemzetiségű volt.
| Év   | Lakosság |
| ---- | -------- |
| 1787 | 872      |
| 1828 | 2137     |
| 1840 | 1940     |
| 1852 | 1317     |
| 1869 | 1506     |

| Év   | Lakosság |
| ---- | -------- |
| 1880 | 1878     |
| 1890 | 1775     |
| 1900 | 1917     |
| 1910 | 1897     |
| 1921 | 1896     |

| Év   | Lakosság |
| ---- | -------- |
| 1930 | 1660     |
| 1940 | 2046     |
| 1948 | 1498     |
| 1961 | 1672     |
| 1970 | 1393     |

| Év   | Lakosság |
| ---- | -------- |
| 1980 | 1322     |
| 1990 | 1216     |
| 2001 | 1194     |

## Önkormányzat
A községi önkormányzat élén a polgármester (2002 óta Asbóth Sándor, 1990-2002 között Banai Tóth Pál) áll.
Dunamocs zászlaját és címerét 2001. március 18-án szentelték fel. A címer felső részén a malomkerék az egykori vízimalmokra utal, alul a búzakalász a mezőgazdaságra, a szőlőfürt pedig a szőlőtermesztést és borászatot jelképezi. A címer eredeti változata háromosztatú volt, a felső mező kék, az alsók zöld és piros színűek voltak. Ezt a címerváltozatot a szlovák belügyminisztérium Heraldikai Bizottsága módosította a jelenlegi kétosztatú változatra és kiegészítette a Dunát jelképező hullámvonalakkal.
Dunamocs 1999 óta a Hídverő Társulás tagja.

## Oktatás, kultúra

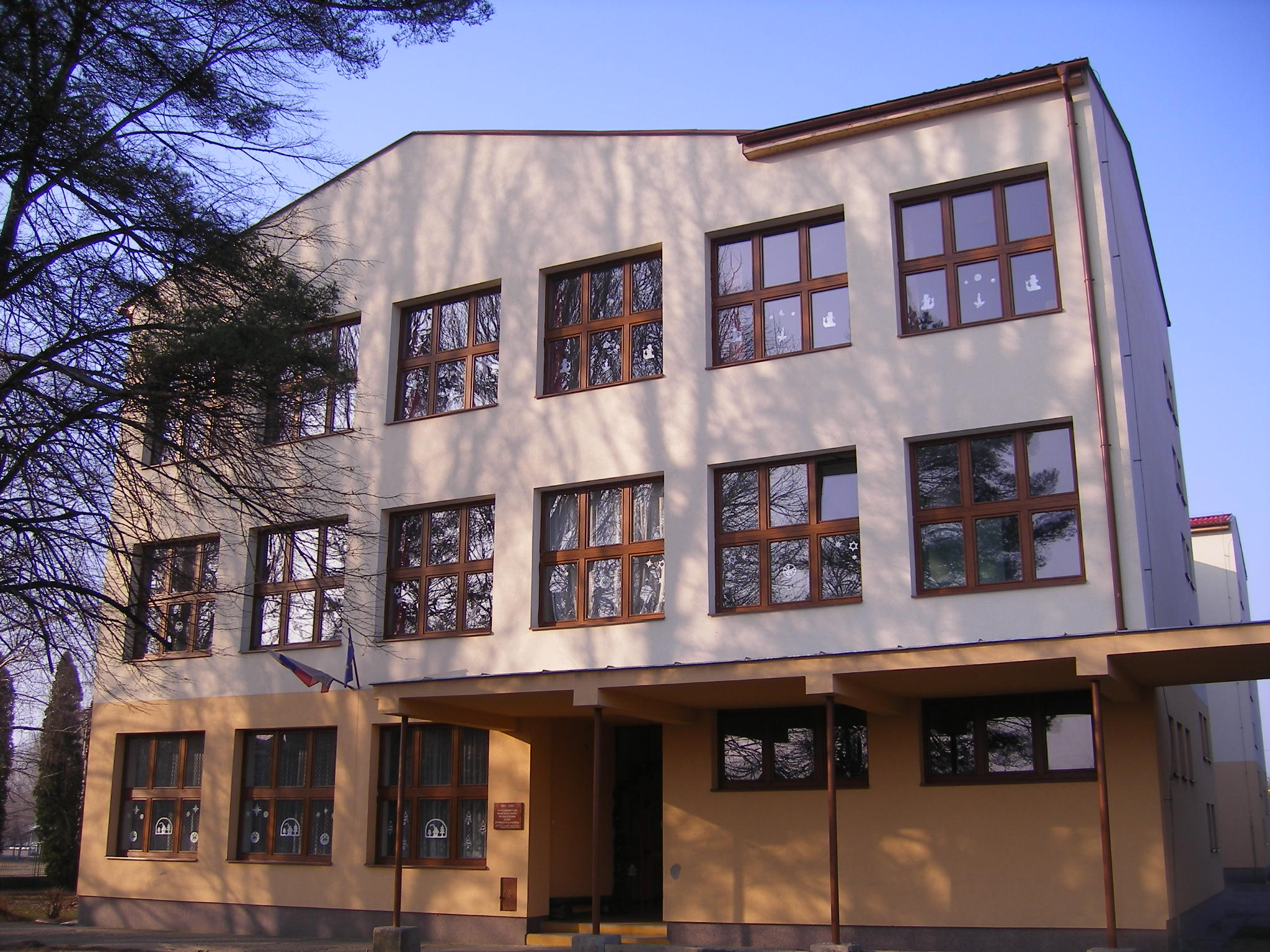
A dunamocsi alapiskola

A községben teljes szervezettségű magyar tannyelvű alapiskola működik (1965 óta). A magyar nyelvű óvoda 1948-ban létesült, 1981 óta a jelenlegi épületben működik. 2013-tól az óvoda átköltöztetve az alapiskola földszínti tantermébe és a régi óvoda helyett bérlakást működtet az önkormányzat.
Számos társadalmi szervezet is működik Dunamocson (Csemadok alapszervezet, tűzoltószervezet, Vadvirág énekcsoport, halász-, vadász- és galambászegylet). A református egyházi énekkart Bíró Camilló kántortanító alapította 1936-ban. A népművészeti csoport (énekesek és citerások) 1972 óta működik.
A Nehéz Ferenc emlékbizottság 2003 óta megrendezi a dunamocsi születésű író emléknapját. A Szent István-napi falunapot szintén 2003 óta rendezik.

## Gazdaság
A falu környéki földek 1945-ig a prímási uradalomhoz tartoztak, dunamocsi intézőséggel. A második világháború után Duna flotta néven mezőgazdasági szövetkezet lett és 1976 után Karva, Dunaradvány, valamint Virt területén gazdálkodott mintegy 3500 hektáron. 2007-ben privatizálták.
A faluban nagy hagyományai vannak a gyümölcs- és zöldségtermesztésnek, valamint a szőlészetnek és borászatnak.

## Nevezetességei

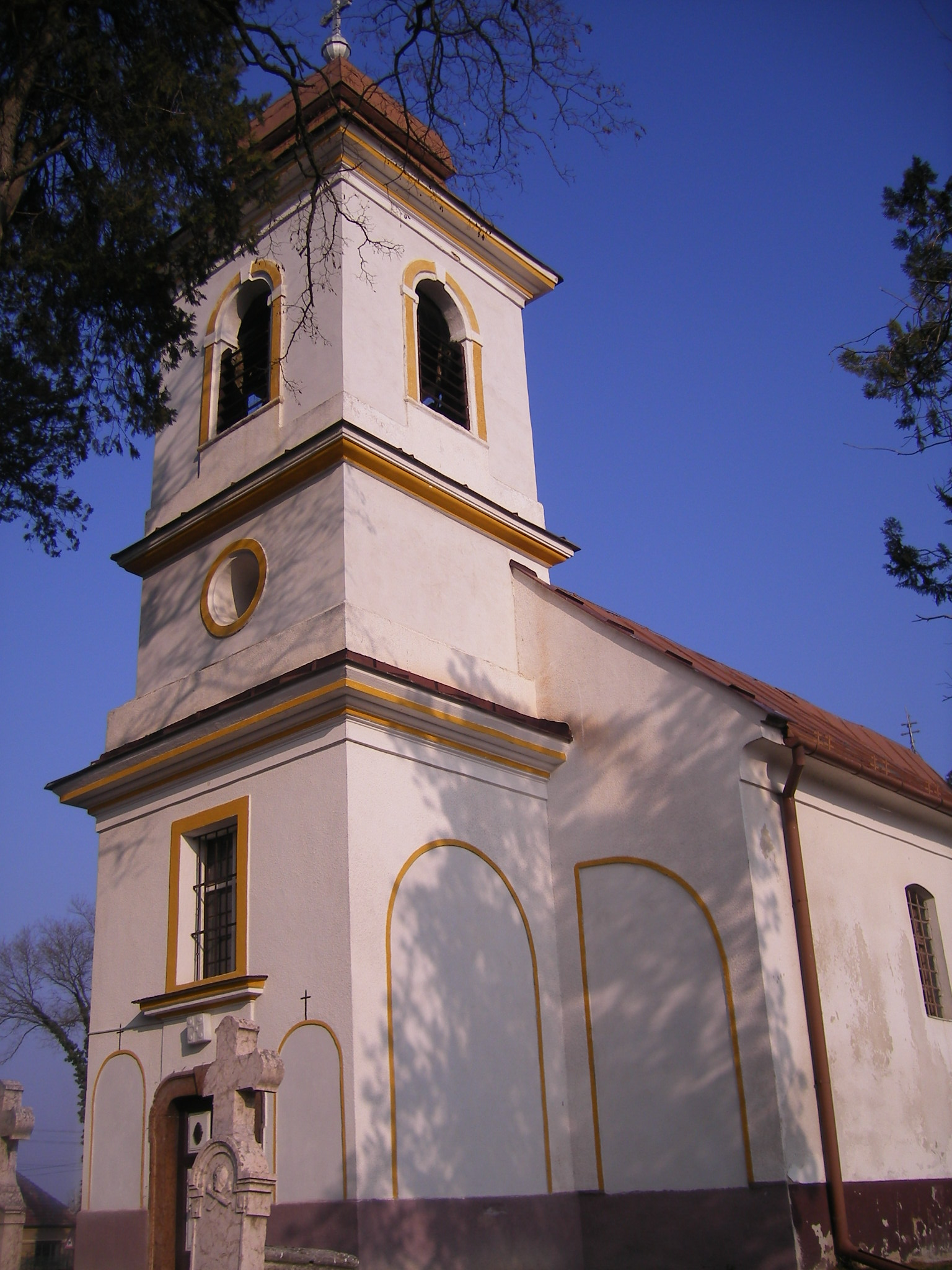
A katolikus templom
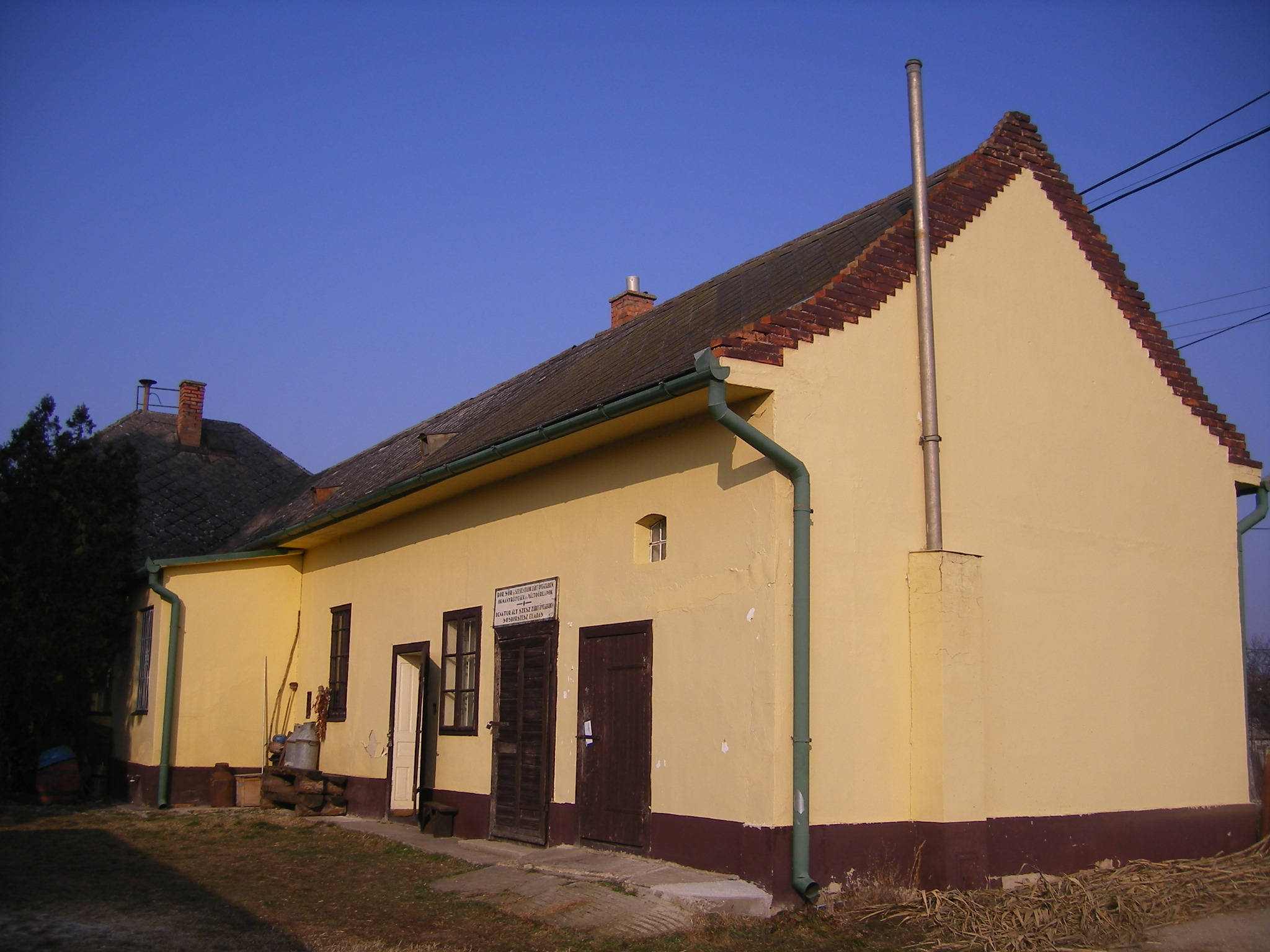
A falumúzeum épülete

- A református templom klasszicista stílusban épült 1856-1860 között. Korábban a reformátusoknak imaháza és harangtornya volt a faluban. A templom tornya 1945-ben elpusztult, 1956-ra állították helyre. Egyike Szlovákia legnagyobb református templomainak. A templomban két emléktábla is található, az 1860-ban elhelyezett vörösmészkő tábla a templom építésének állít emléket, a másikon pedig az első világháborúban elesett mocsi reformátusok névsorát olvashatjuk. A templom előtt két védett hársfa áll.
- A Szentháromság tiszteletére szentelt római katolikus temploma 1764-ben épült barokk stílusban. A templom falán látható vörösmészkő emléktábla Vaszary Kolos hercegprímás általi 1898-as átépítésének állít emléket. A templom előtti kis temetőben több, a 19. század elejéről származó halálfejes síremlék található, valamint a Nepomuki Szent János-szobor egykori talpköve is itt kapott helyet. A temetőben található Rigler Gusztáv szüleinek síremléke is. A templom mellett áll az egykori katolikus iskola épülete és a Trubinyi János-emlékkereszt.
- Az egykori jegyzőlakásból kialakított falumúzeumot 2003. október 6-án avatták fel. A helytörténeti gyűjtemény részeként a néprajzi, viseleti emlékek mellett iskolamúzeum is helyet kapott az épületben. Az épület homlokzatán 2004-ben helyezték el az aradi vértanúk emléktábláját, de itt kapott helyet az egykori községháza falát díszítő régi tábla is, Esztergom vármegye címerével. A kiállításon látható egy régi tűzoltókocsi is.
- Lilla szobra - Mag Gyula 2009-es alkotása Csokonai Lillájának állít emléket, aki második házassága révén került Dunamocsra.
- Az egykori érseki kúria 1945-ben pusztult el. Mindössze néhány méter hosszú falszakasz maradt fenn a Duna partján.
- Nehéz Ferenc mellszobrát (Mag Gyula alkotása) 2008. november 22-én avatták fel[28] a katolikus templom kertjében.
- Király József püspök mellszobrát (Mag Gyula szobrászművész alkotását) 2006-ban avatták fel.
- A millenniumi emlékkereszt a katolikus templom kertjében áll. Felirata: "Isten dicsőségére és Magyar Ország ezeréves fenállása emlékére, 1896."
- A második világháború áldozatainak emlékműve (1993) és a millecentenáriumi emlékkopjafa (1996) a református templom előtt áll.
- Nepomuki Szent János 18. századi szobrának másolatát, Mag Gyula alkotását 2009. május 16-án avatták fel a Süttői sétányon.[29]
- A községháza (melynek épületében egyben egészségügyi központ is működik) falán található a falu írásos említésének 800. évfordulójára 2008-ban elhelyezett emléktábla, valamint az 1965-ös árvíz 40. évfordulójakor felavatott emléktábla, melyen vonal jelzi a legmagasabb vízállást (801 cm) az árvíz alatt. A községháza mellett áll a szabadtéri színpad, előtte pedig egy régi malomkövet és a falu címeres emlékművét helyezték el.
- A Dunamocs és Süttő testvériségét jelképező, a két község címerével díszített emlékkaput 2003-ban avatták fel a 9. Hídverő Napok keretében. A készítő a két oszlopot összekötő ívvel a Duna két partjának összetartozását kívánta szimbolizálni.[30]
- A református temetőben (ma ez a köztemető is egyben) a síremlékek közül kiemelkedik Bajcsy Lajos (1833-1901) lelkész és egyházmegyei főjegyző emlékoszlopa. A temető hátsó falánál hagyományos 19. századi vörösmészkő síremlékek sora áll.
- A Duna-parton áll Nehéz Ferenc szülőháza, az egykori katolikus paplak, valamint egy Makovecz Imre által tervezett lakóépület is.
- A tervek szerint 2009 májusában állítják fel újra a Duna-parton az 1945-ben elpusztult 18. századi Nepomuki Szent János-szobor másolatát.
- Az alapiskola falán található emléktáblát 2000-ben helyezték el a magyar nyelvű oktatás visszaállításának 50. évfordulója emlékére.
- Az egykori érseki birtok gazdasági emlékei: a régi hengermalom épülete és az 1920-as években épült transzformátorépület.
- Az egykori katolikus temetőben áll annak az 1813. május 20-án Bekeő István által emeltetett vörösmészkő keresztnek az alapzata, mely 1945-ben pusztult el. Ma fa feszület áll a temetőben.
- Az egykori református iskola udvarában védett hársfa található.
- Eurovelo 6 kerékpárút Észak-Komárom és Karva útvonalon Dunamocson keresztül.

## Híres emberek

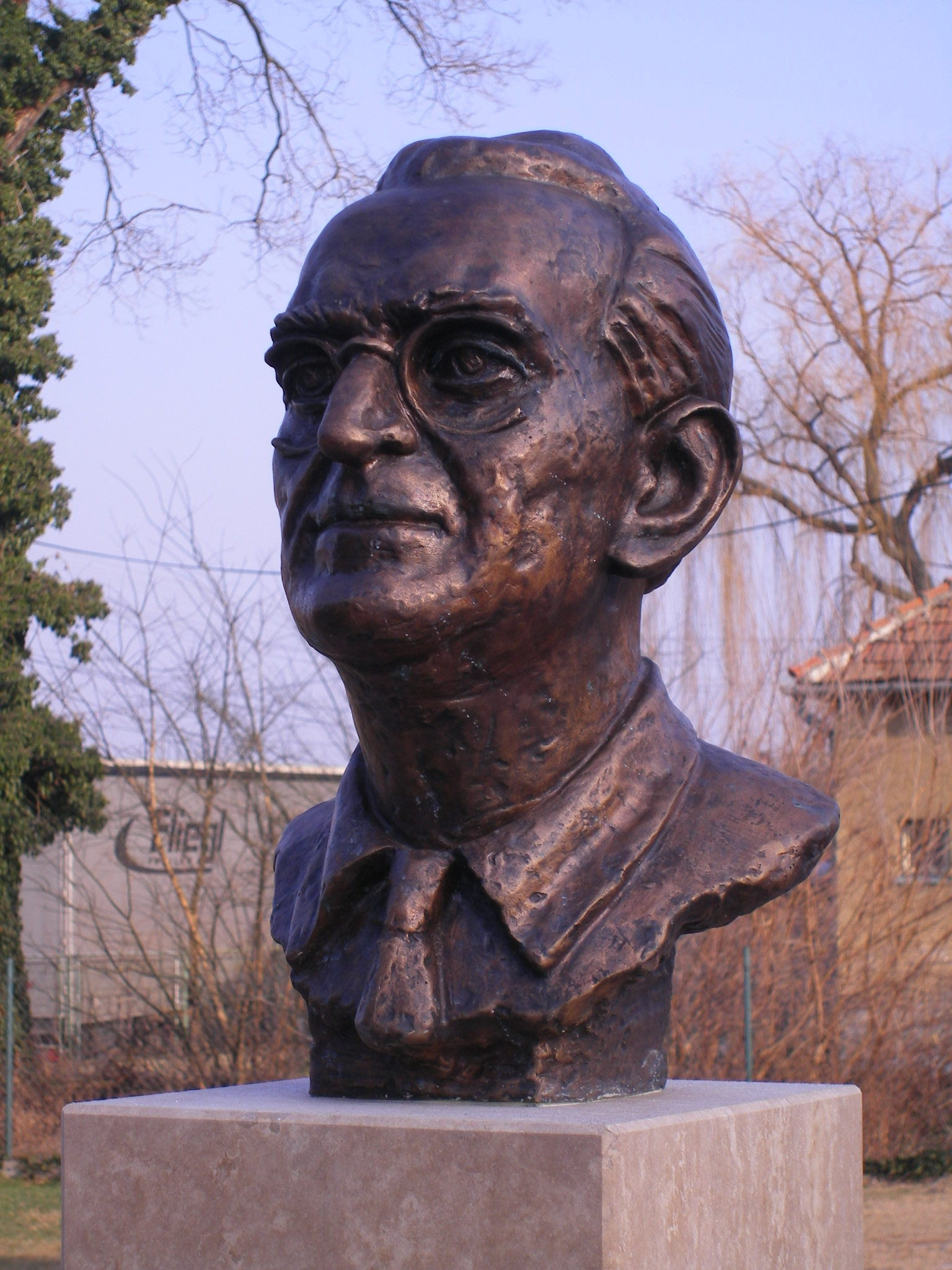
Nehéz Ferenc mellszobra

- Itt élt 1764-1794 között Király József, későbbi pécsi püspök. Mint a falu plébánosa, ő alapította újra a katolikus egyházat Dunamocson. Szülei és egyik testvére a helyi temetőben nyugszanak.
- Itt született 1868. november 4-én Rigler Gusztáv orvos, egyetemi tanár, a magyar közegészségtan nagy alakja. Számos dolgozata jelent meg e tárgykörből, melyek közül nevezetesebbek: Az egészségtani vizsgálatok módszerei; Közegészségtan és a fertőző betegségek; Közegészségtan és a járványtan rövid tankönyve.
- Rédly Gyula (1865-1938) aranykalászos okleveles mezőgazdász. 1894-1915 között a Dunamocsi Prímási Uradalom intézője, majd 1927-ig bérlője. 1894. április 14-i esküvőjük után felesége, Mezey Jusztina is Dunamocsra költözött. Nyolc gyermekük született. Rédly Gyula tekintélyes, szigorú, de szociálisan érzékeny ember volt, beosztottjai nemcsak tisztelték, de szerették is. Az ismerősök a Duna felől kőfallal védett kúriát, mint édenkertet emlegették. A kúriából mára csak egy omladozó kőfal maradt.
- Itt született Rédly Gyula ötödik gyermekeként 1902. december 1-jén Rédly Pál gyémántdiplomás gépészmérnök, számos tankönyv szerzője.
- Itt született 1912. október 16-án Nehéz Ferenc (+1978) szlovákiai magyar újságíró, a Komáromi Lapok egykori főszerkesztője, később az amerikai emigráns irodalom képviselője. Több könyve jelent meg a század eleji dunamocsi életről.
- Itt járt iskolába Bartal Károly Tamás jászóvári főapát.
- A falu történetét Böszörményi János írta meg Dunamocs évszázadai (1990) című művében.
- Itt töltötte gyerekkorát Lajos András magyar színész.
- Itt szolgált káplánként Perger Lajos (1853-1929) római katolikus plébános, esperes.

## Képtár

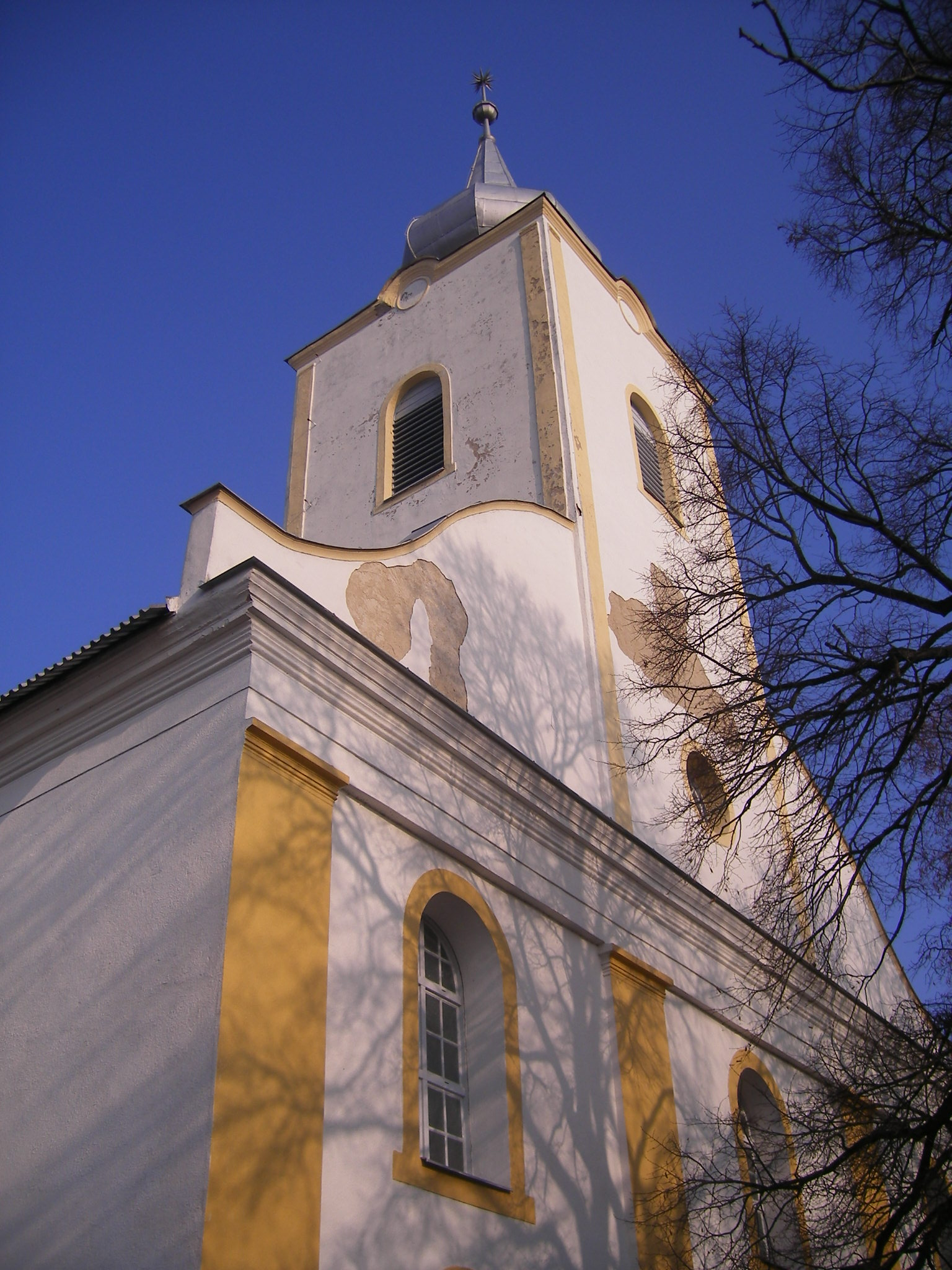
Református templom
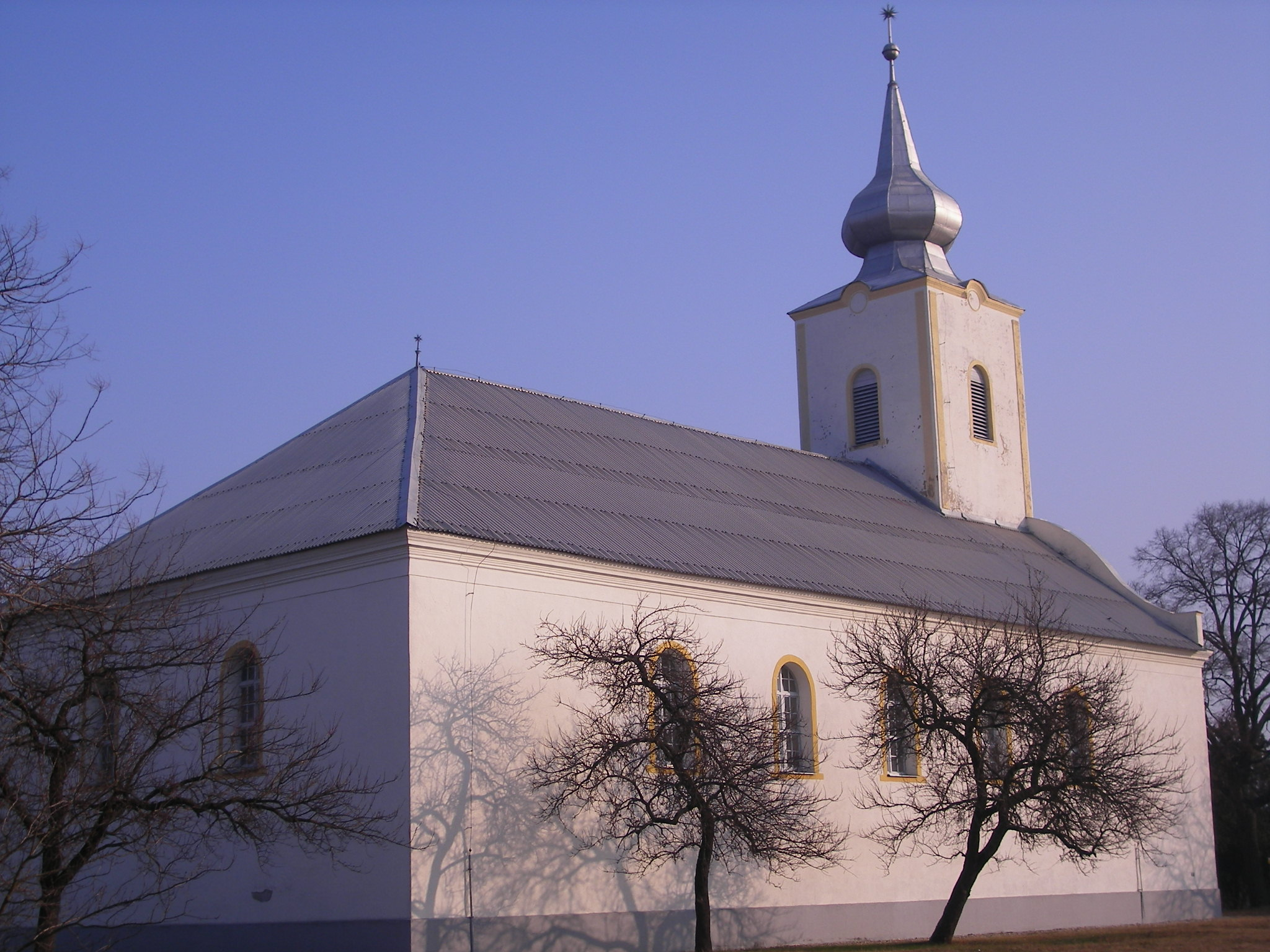
Református templom
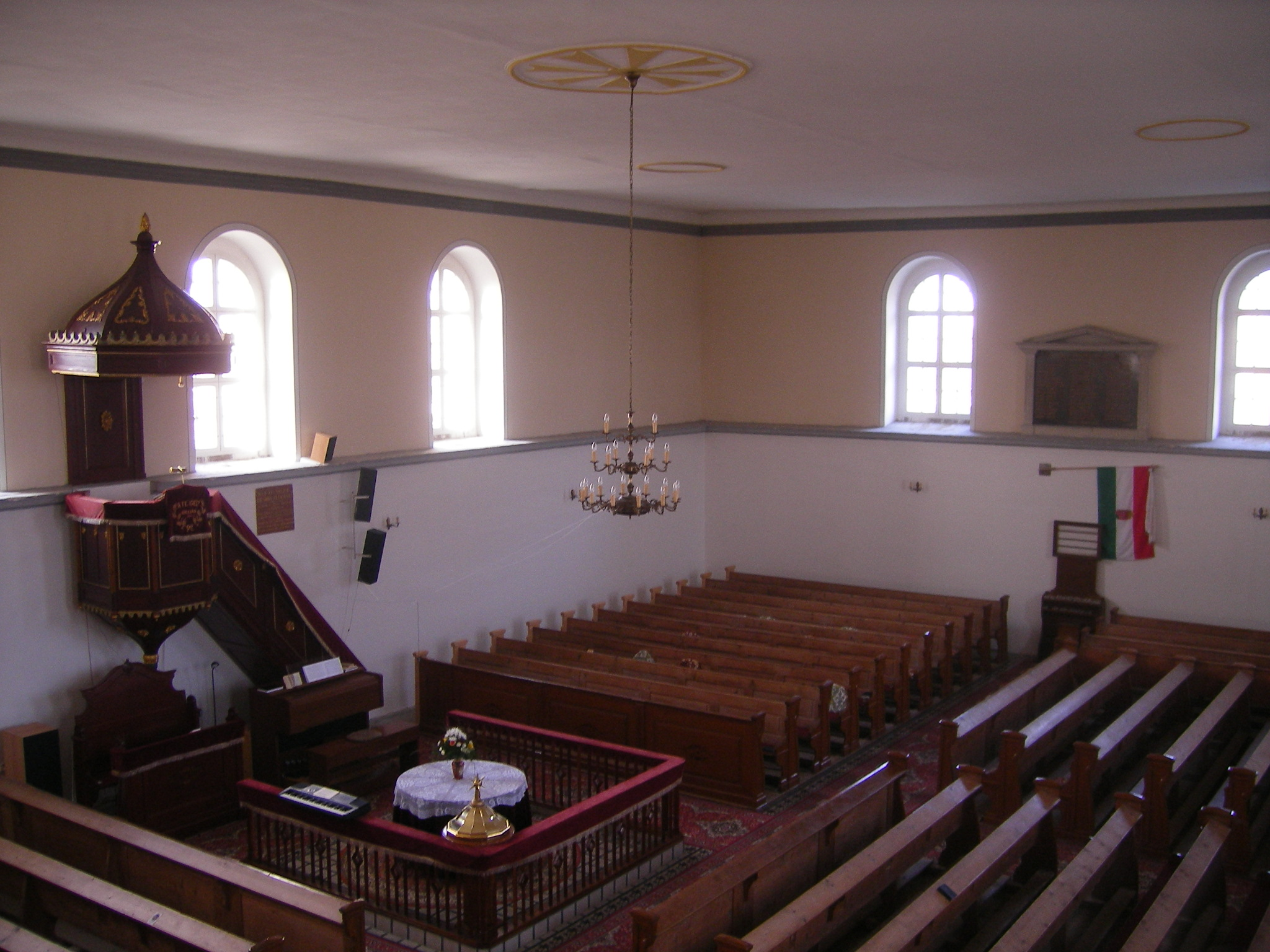
A református templomban
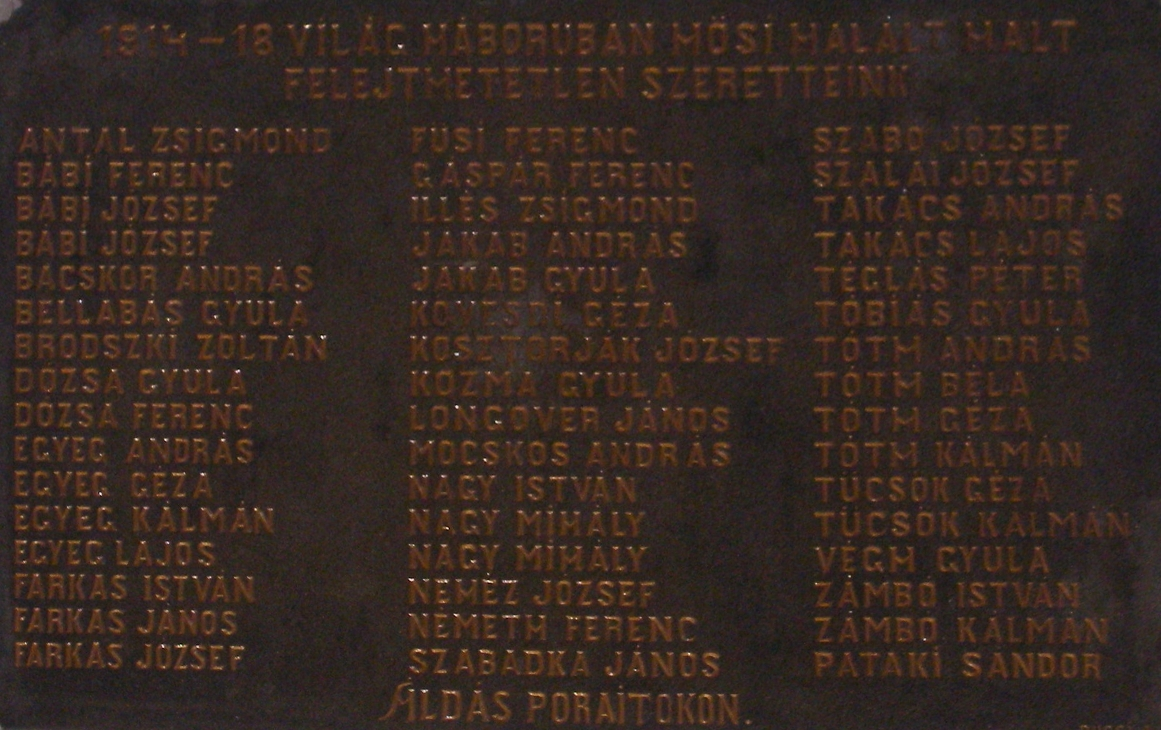
Az első világháború áldozatainak emléktáblája
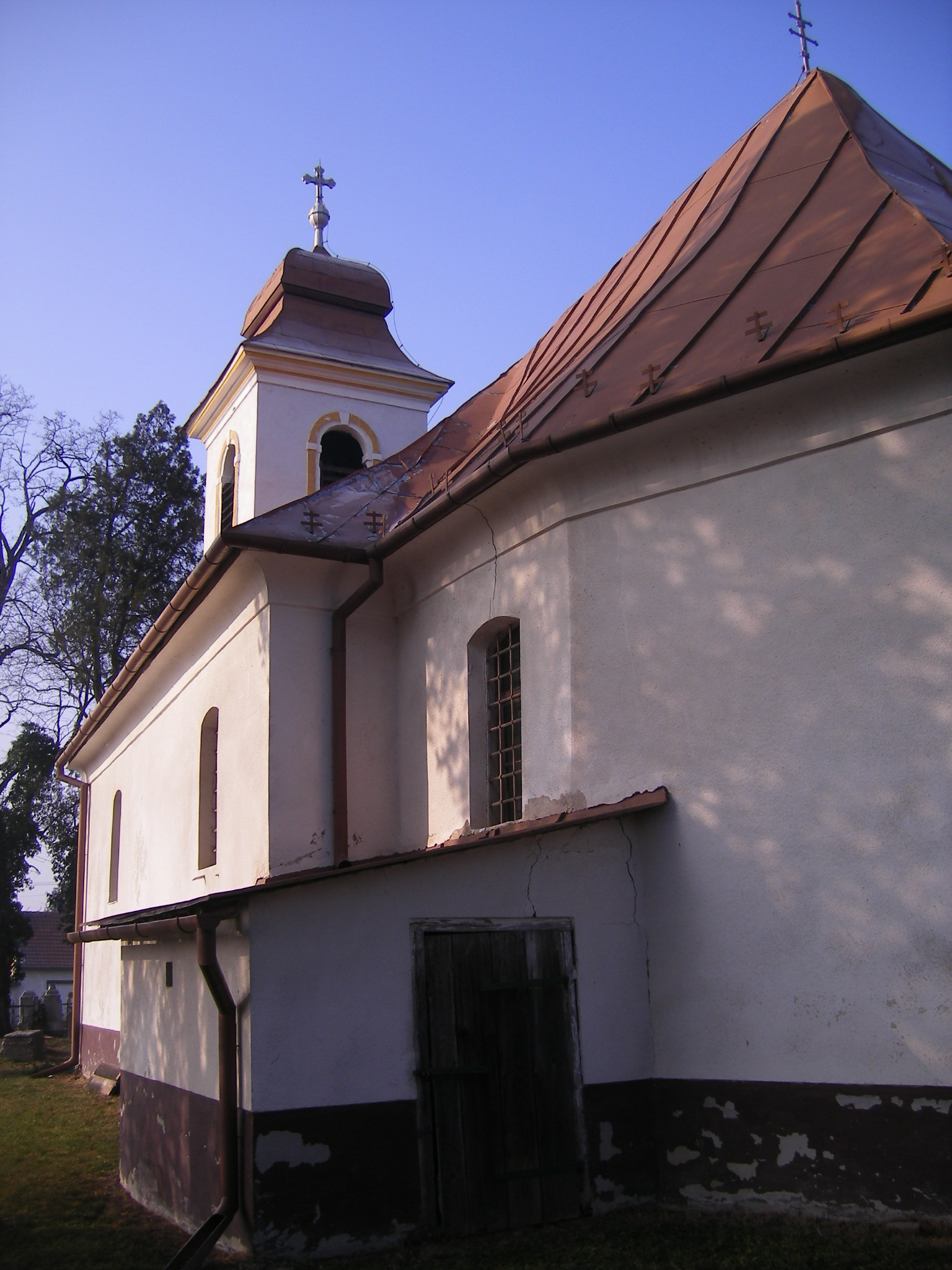
Szentháromság-templom
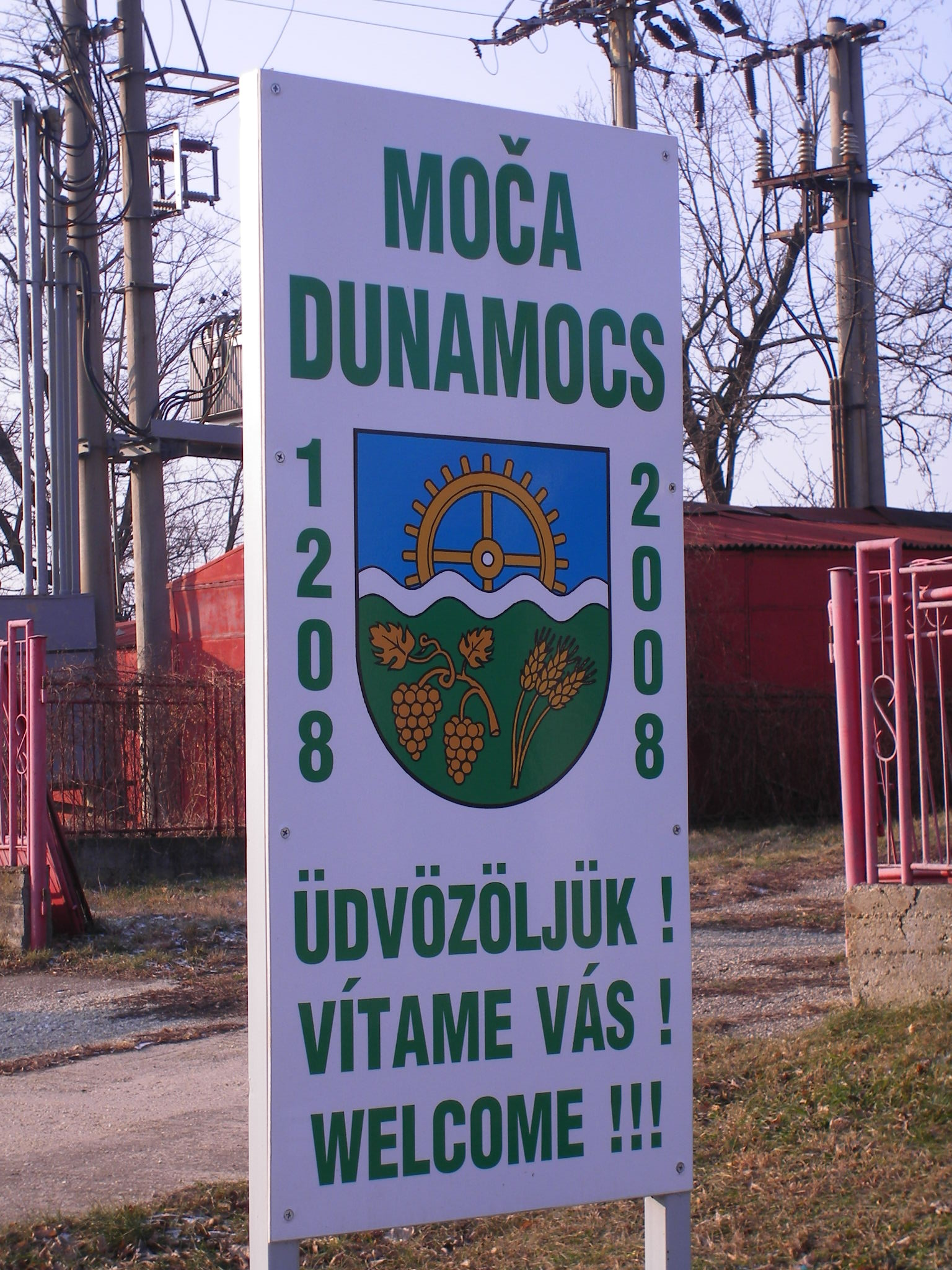
Címeres falutábla
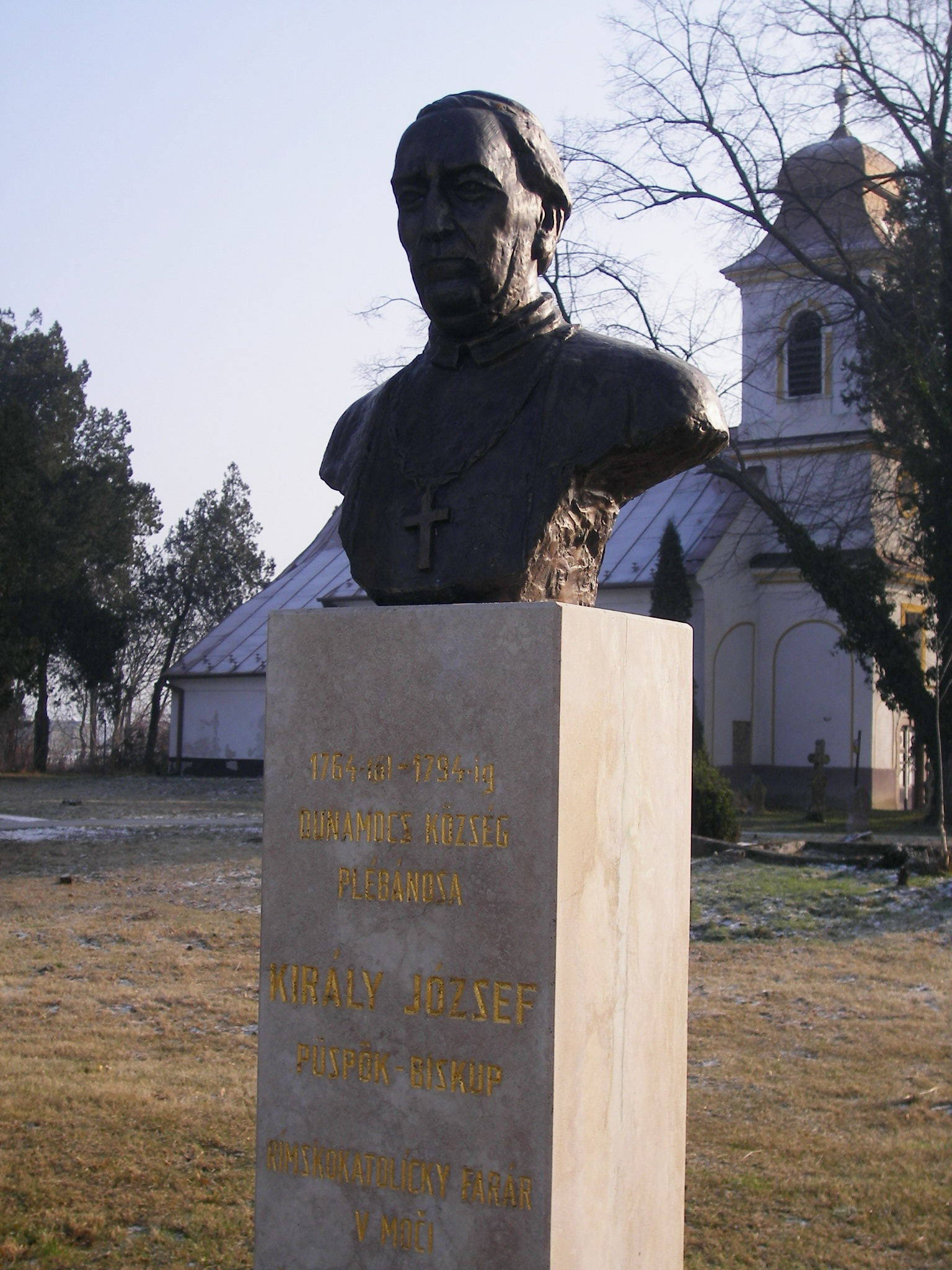
Király József püspök mellszobra
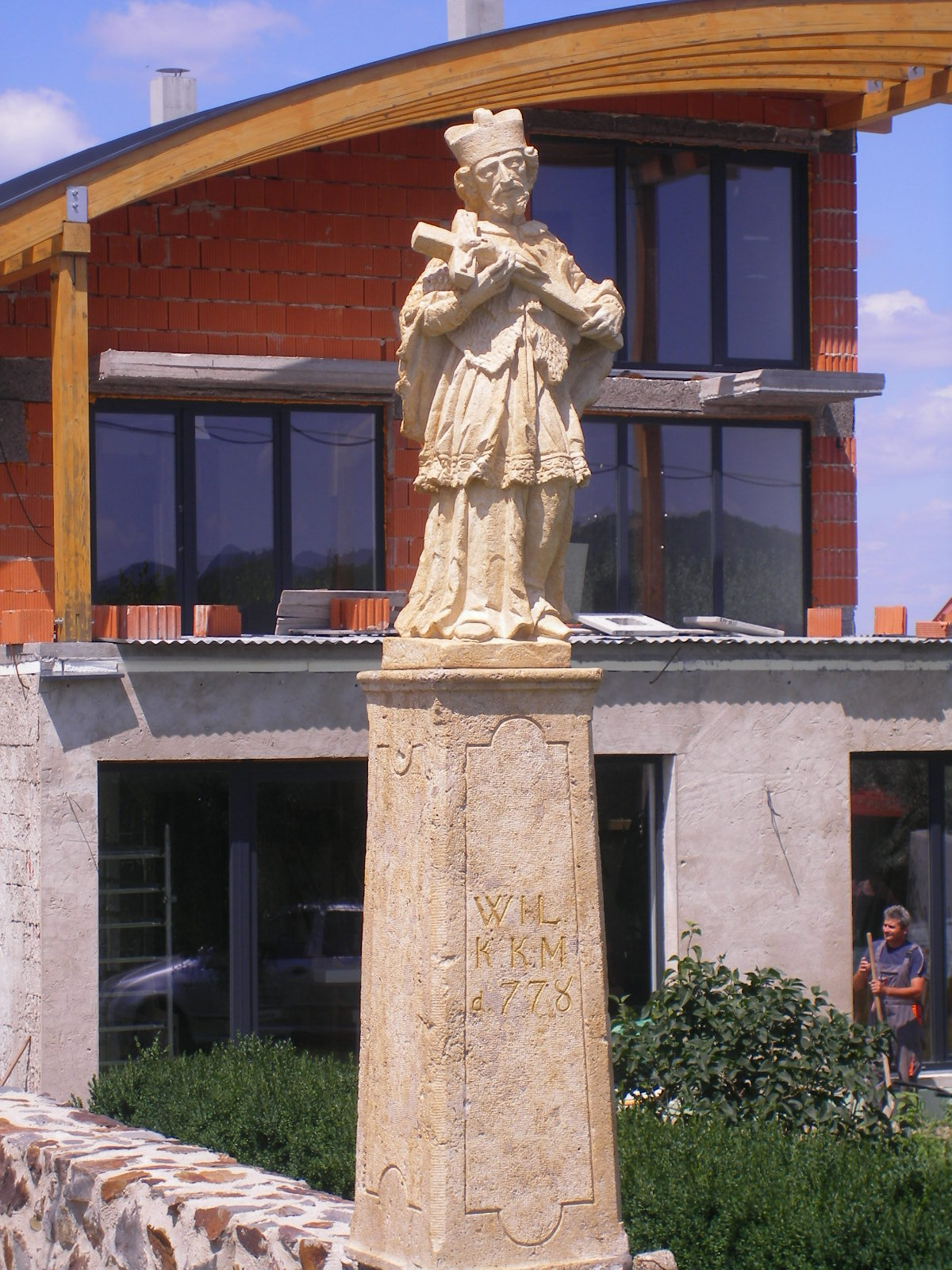
Nepomuki Szent János szobra
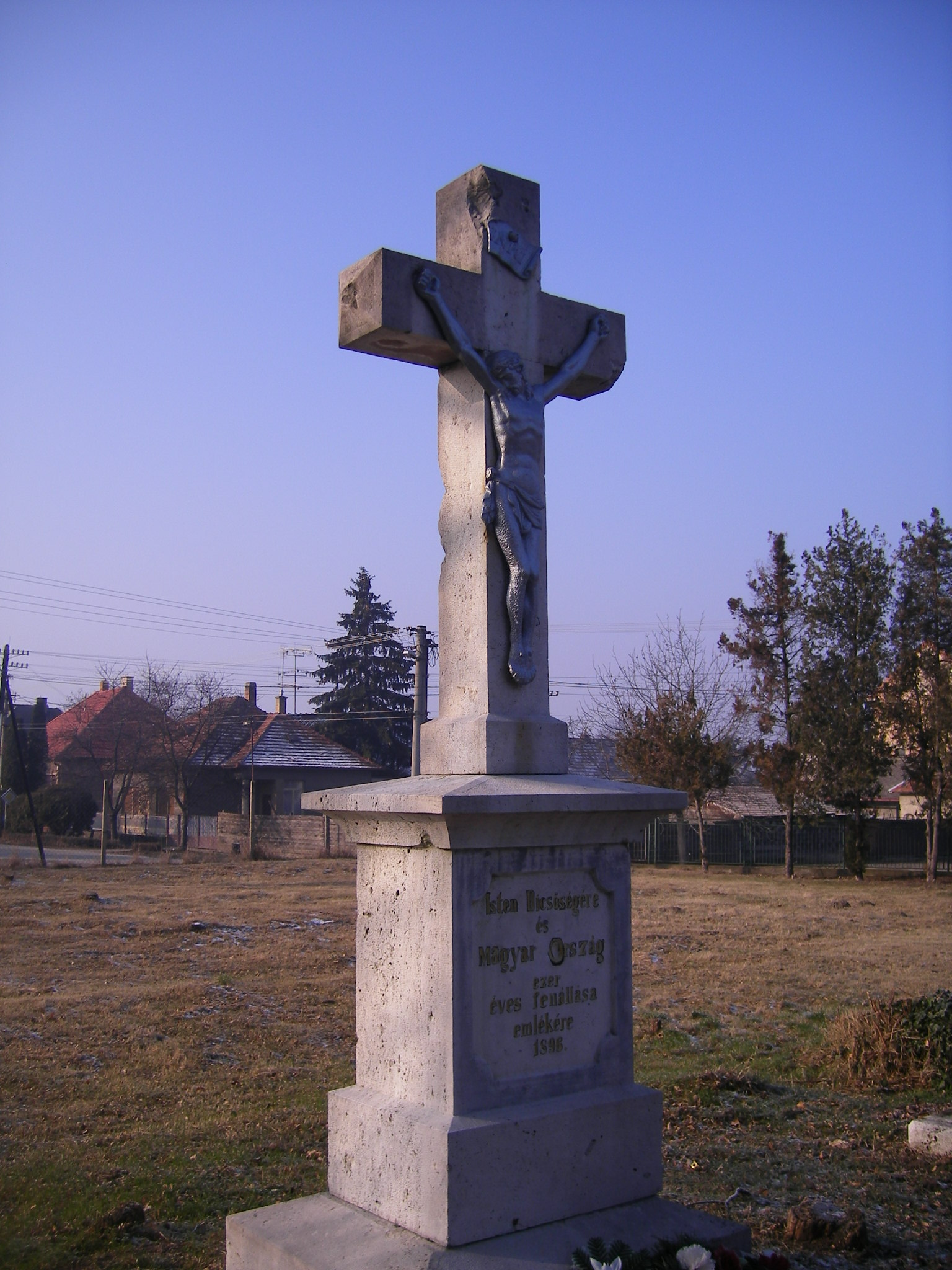
Millenniumi emlékkereszt
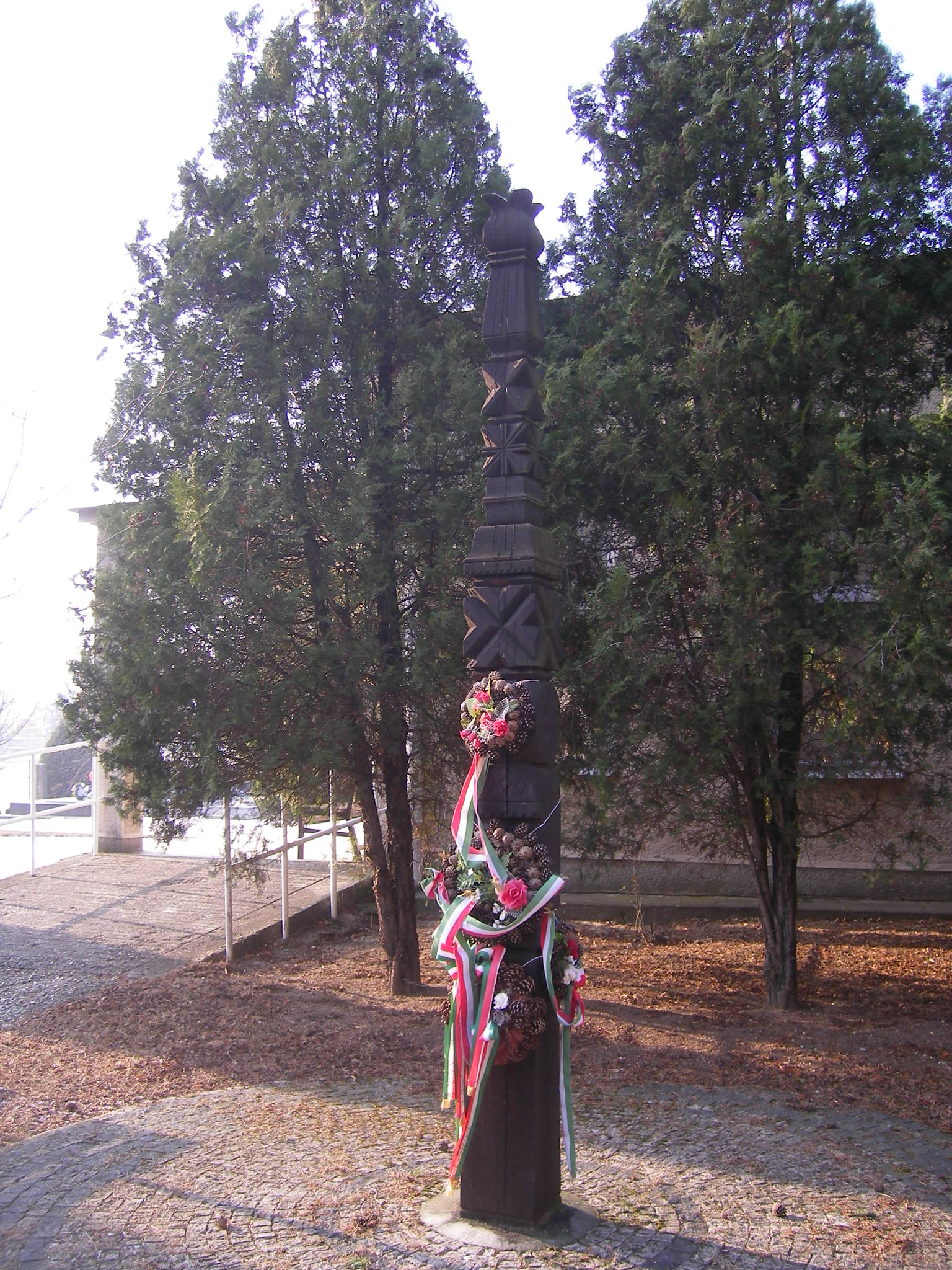
A millecentenáriumi kopjafa
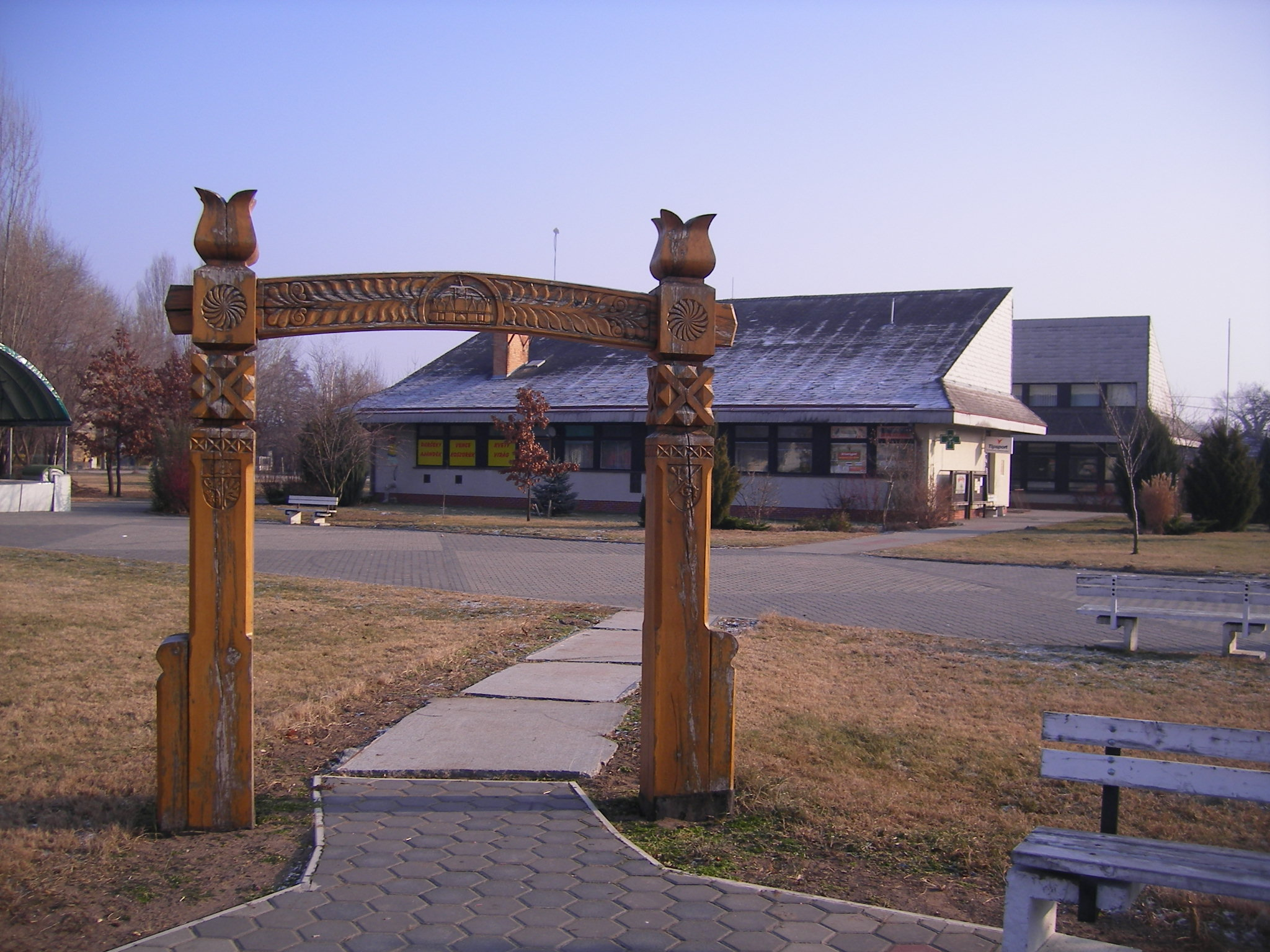
Dunamocs – Süttő emlékkapu
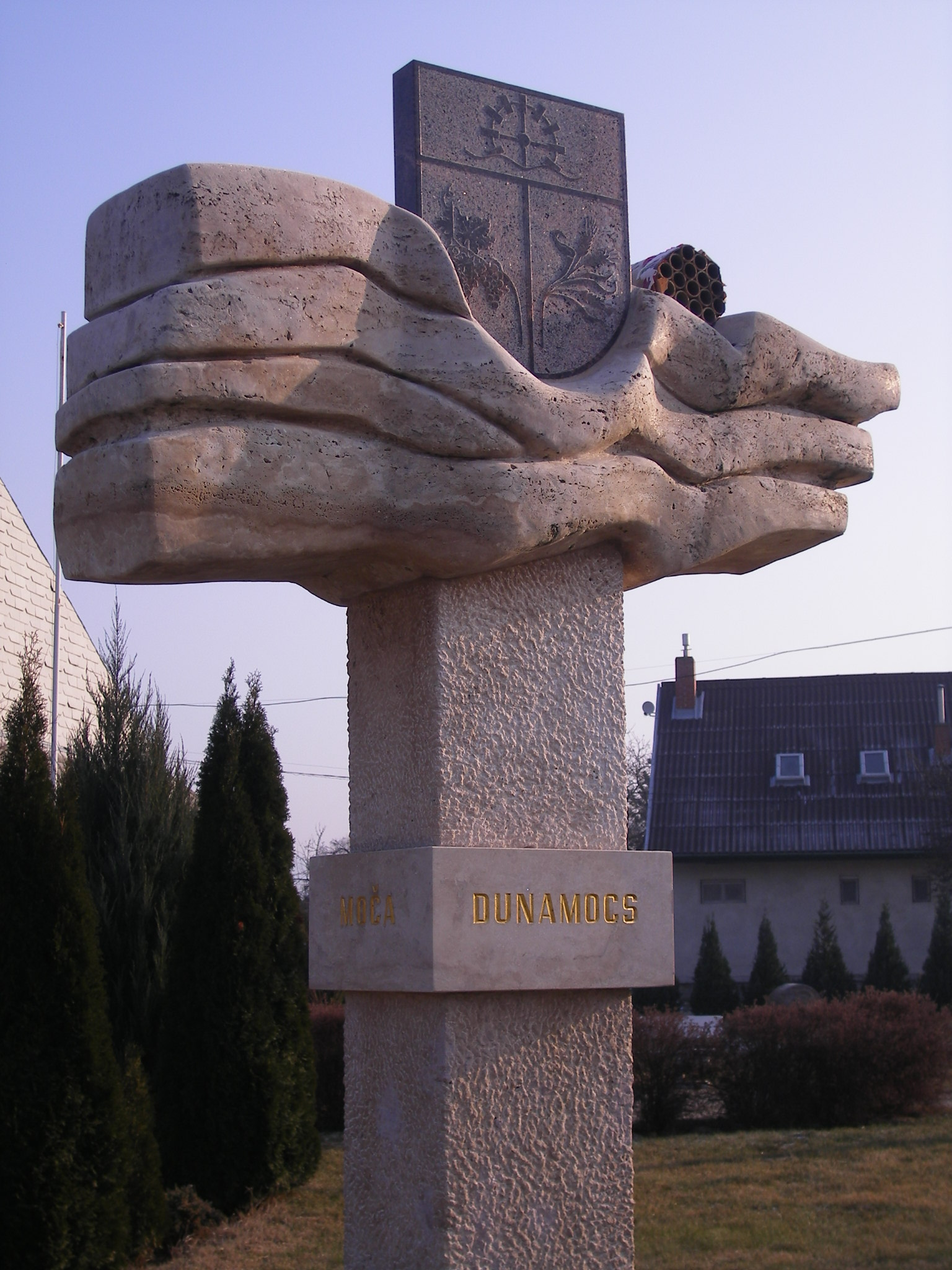
Dunamocs-emlékmű
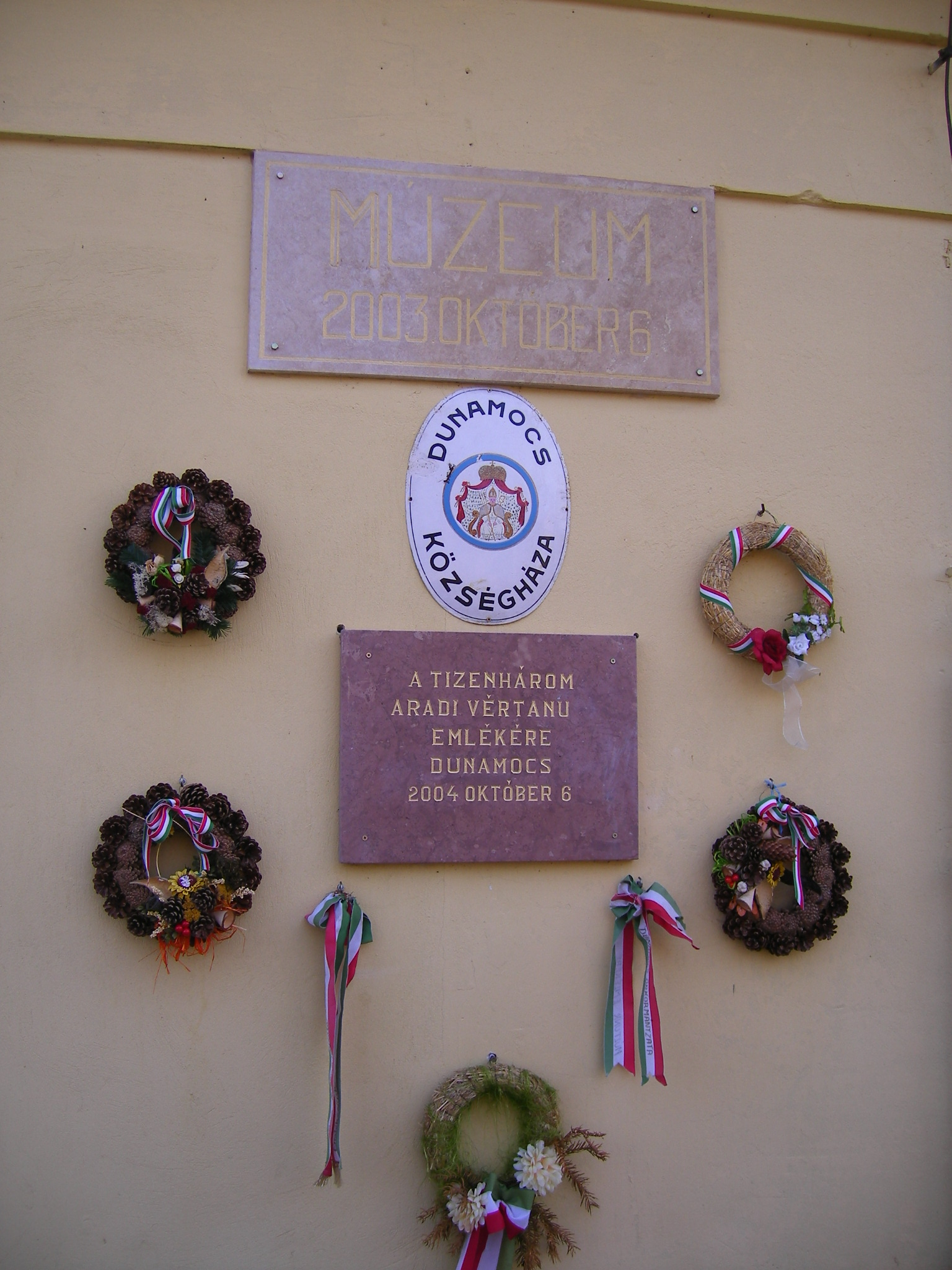
Emléktábla a múzeum falán
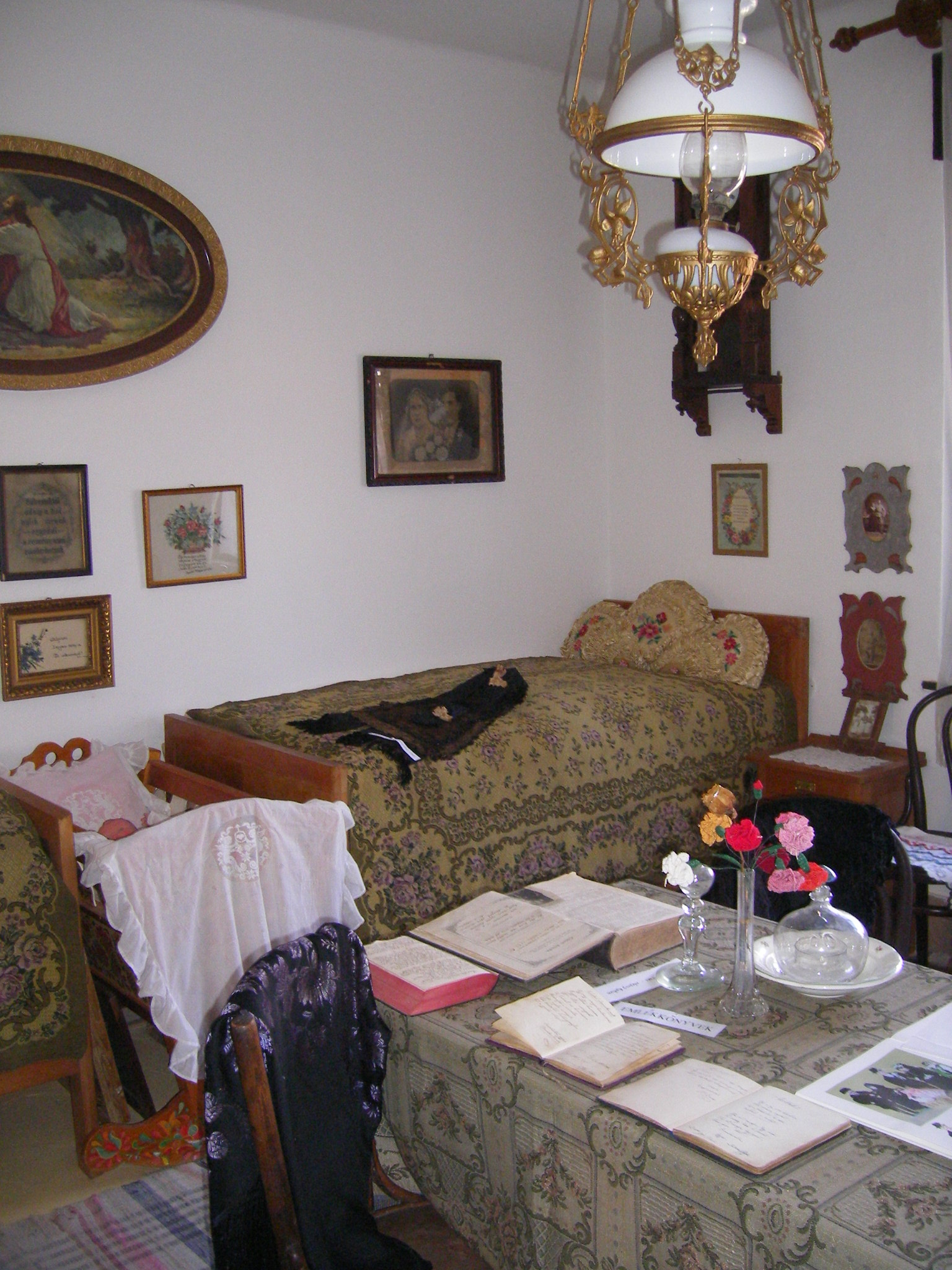
Részlet a falumúzeum kiállításáról
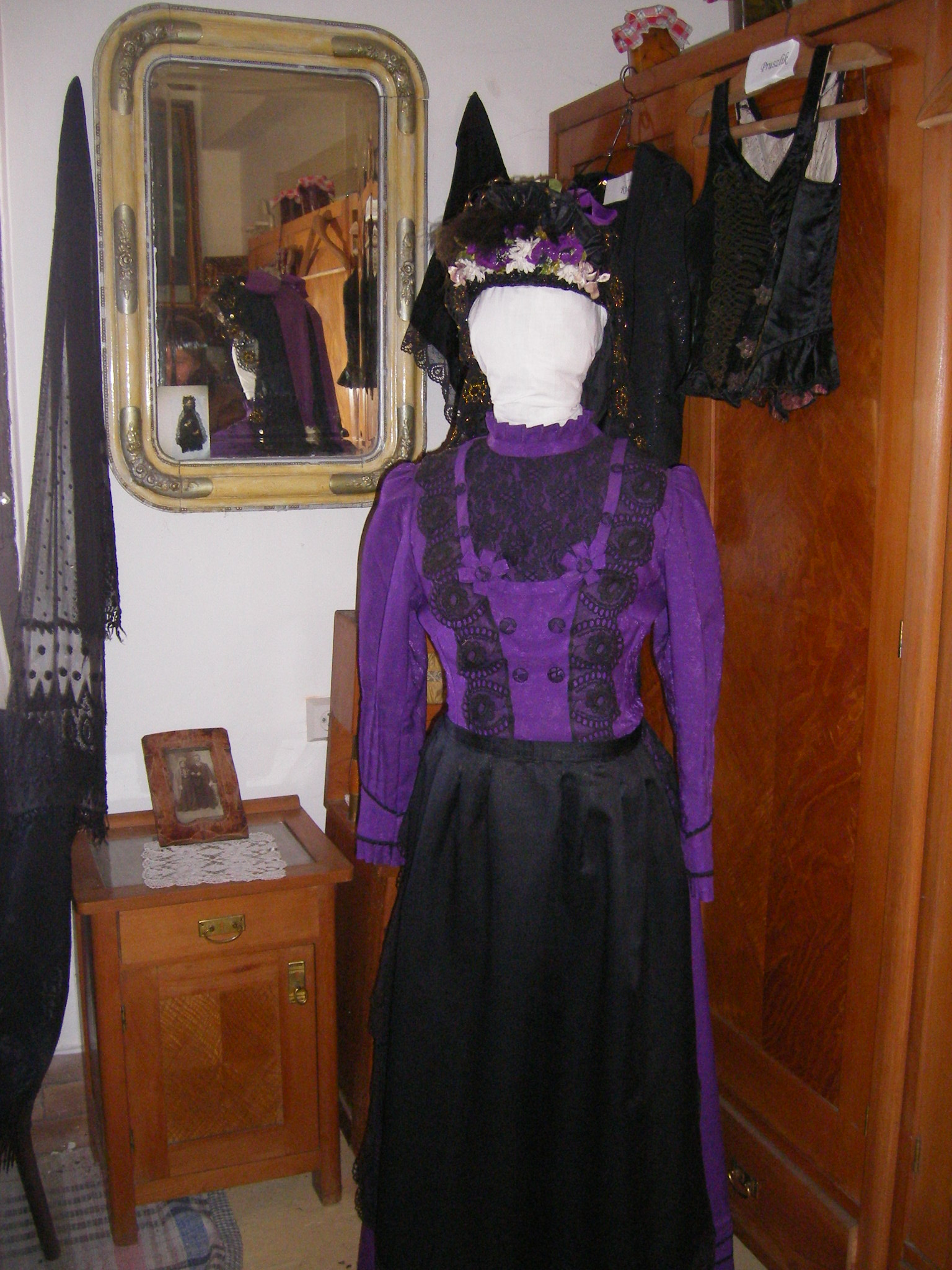
Mocsi esküvői viselet a falumúzeumban
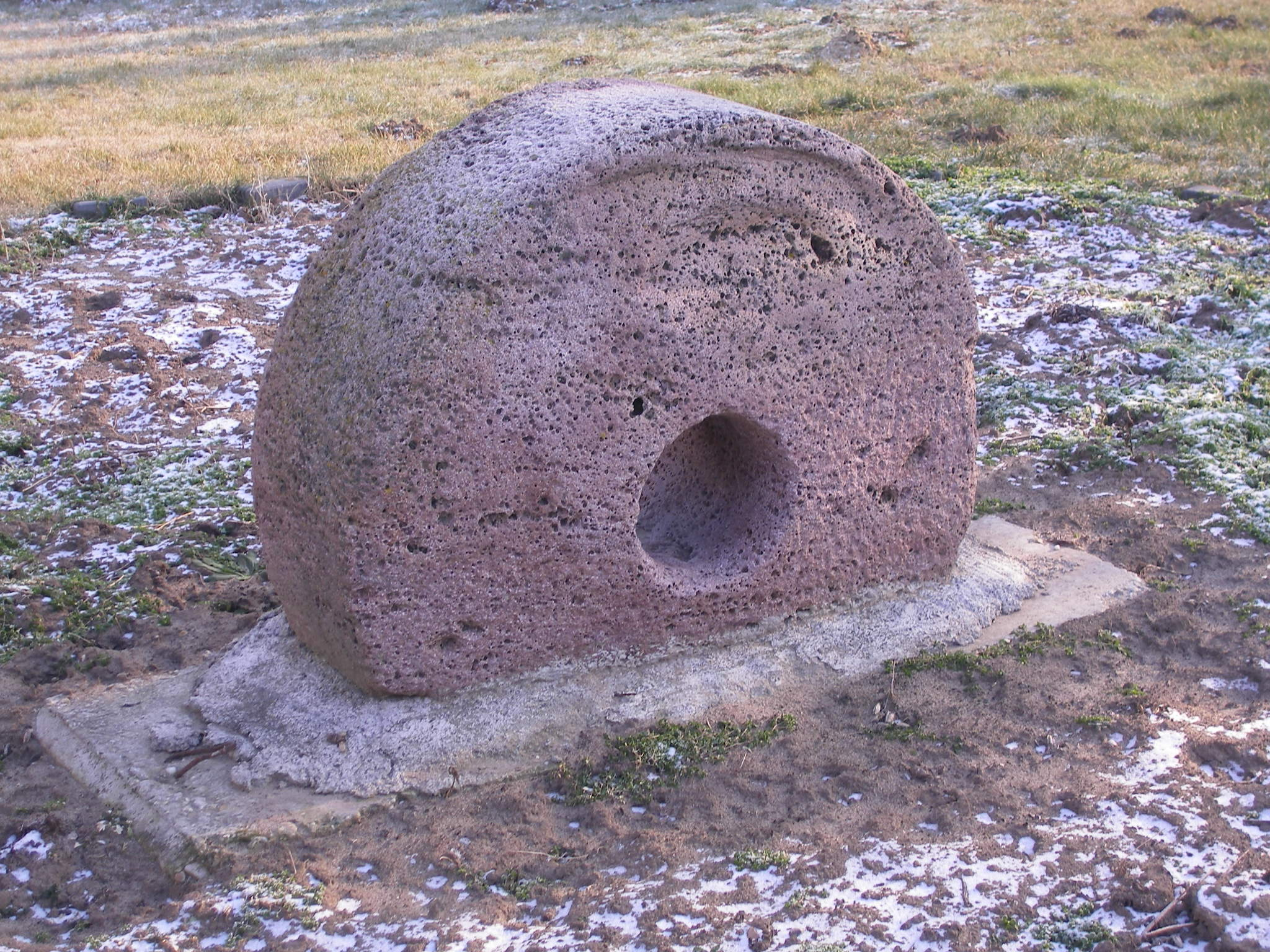
Régi malomkő
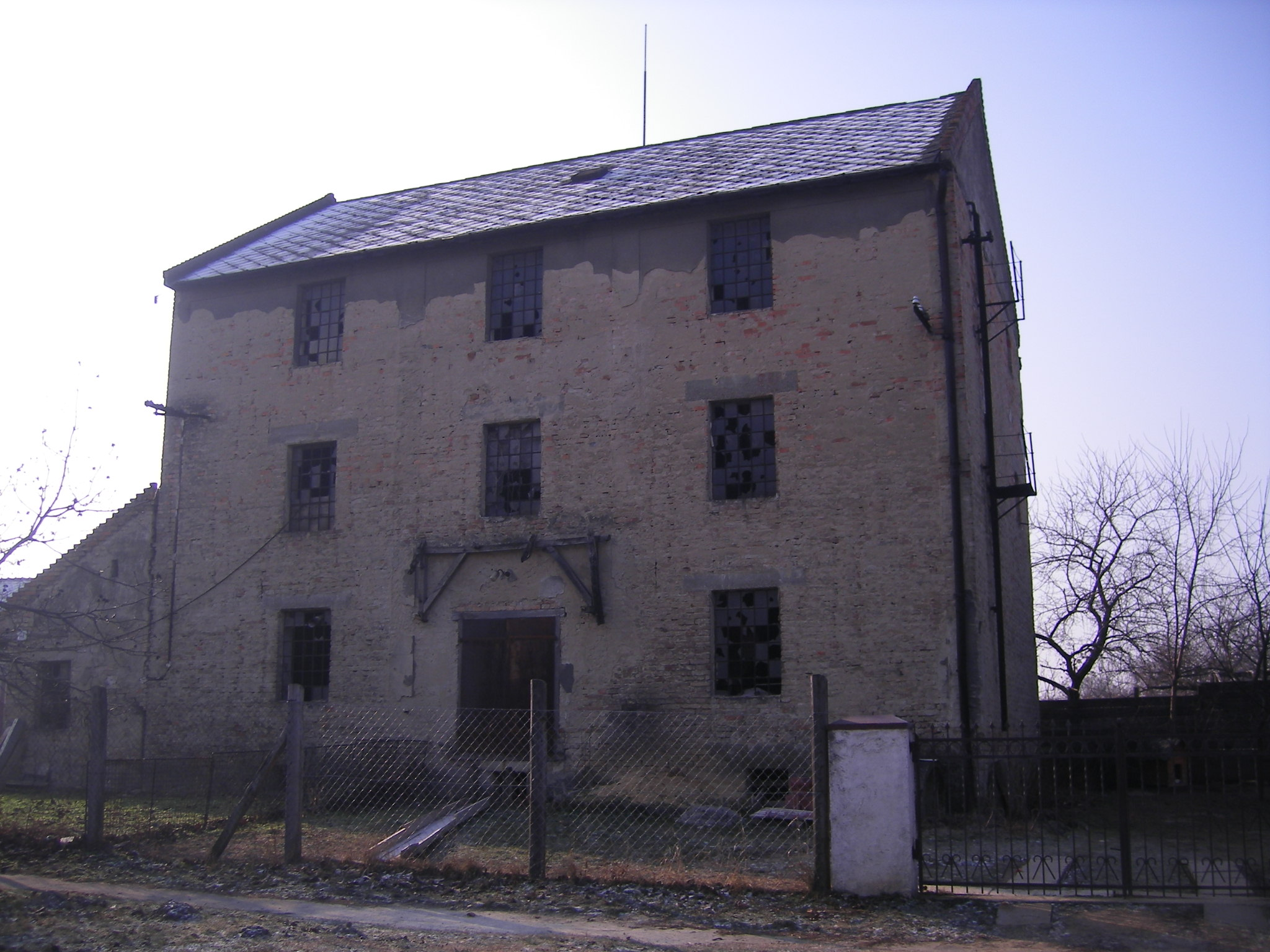
A régi hengermalom épülete
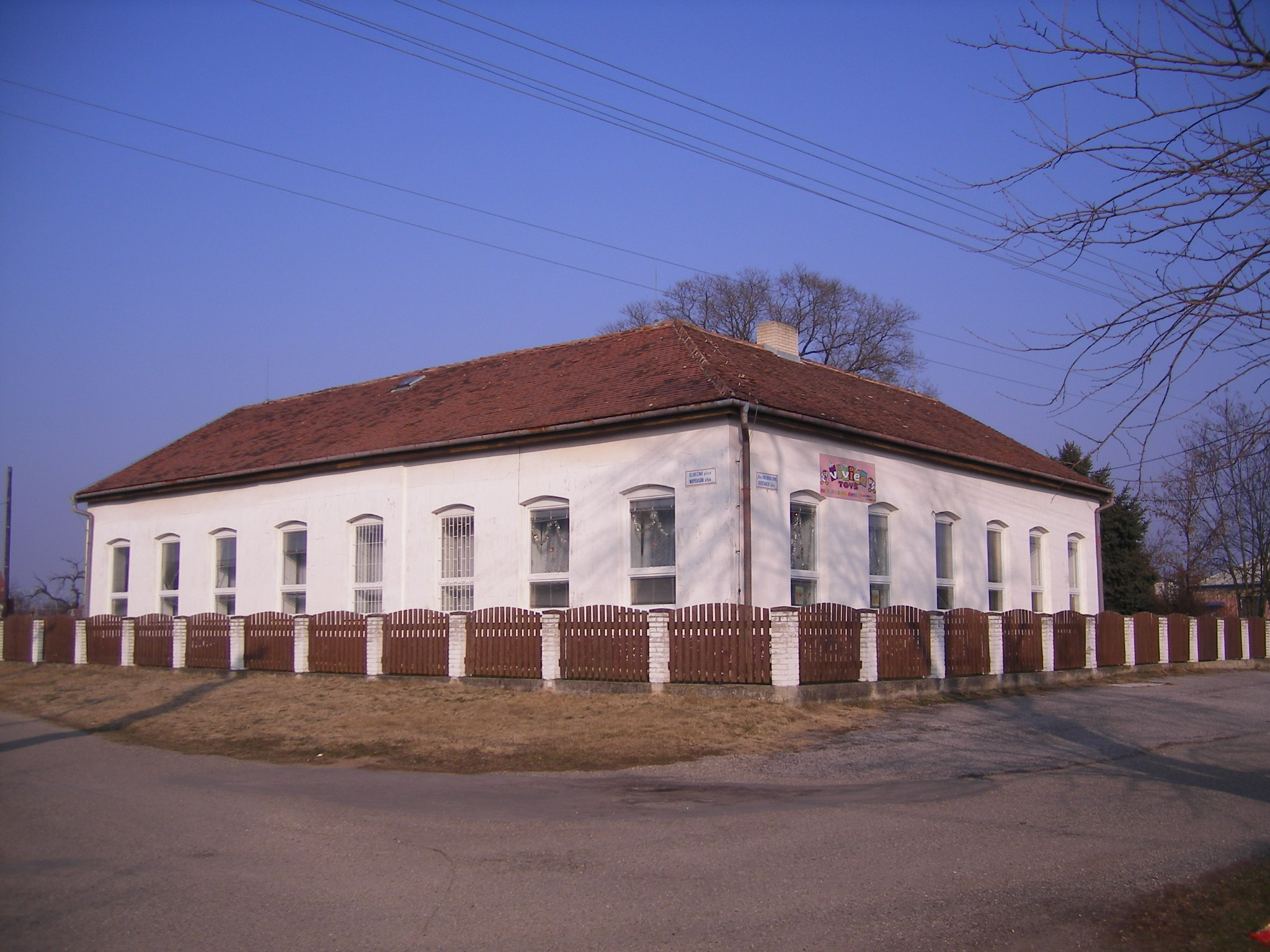
A régi református iskola épülete
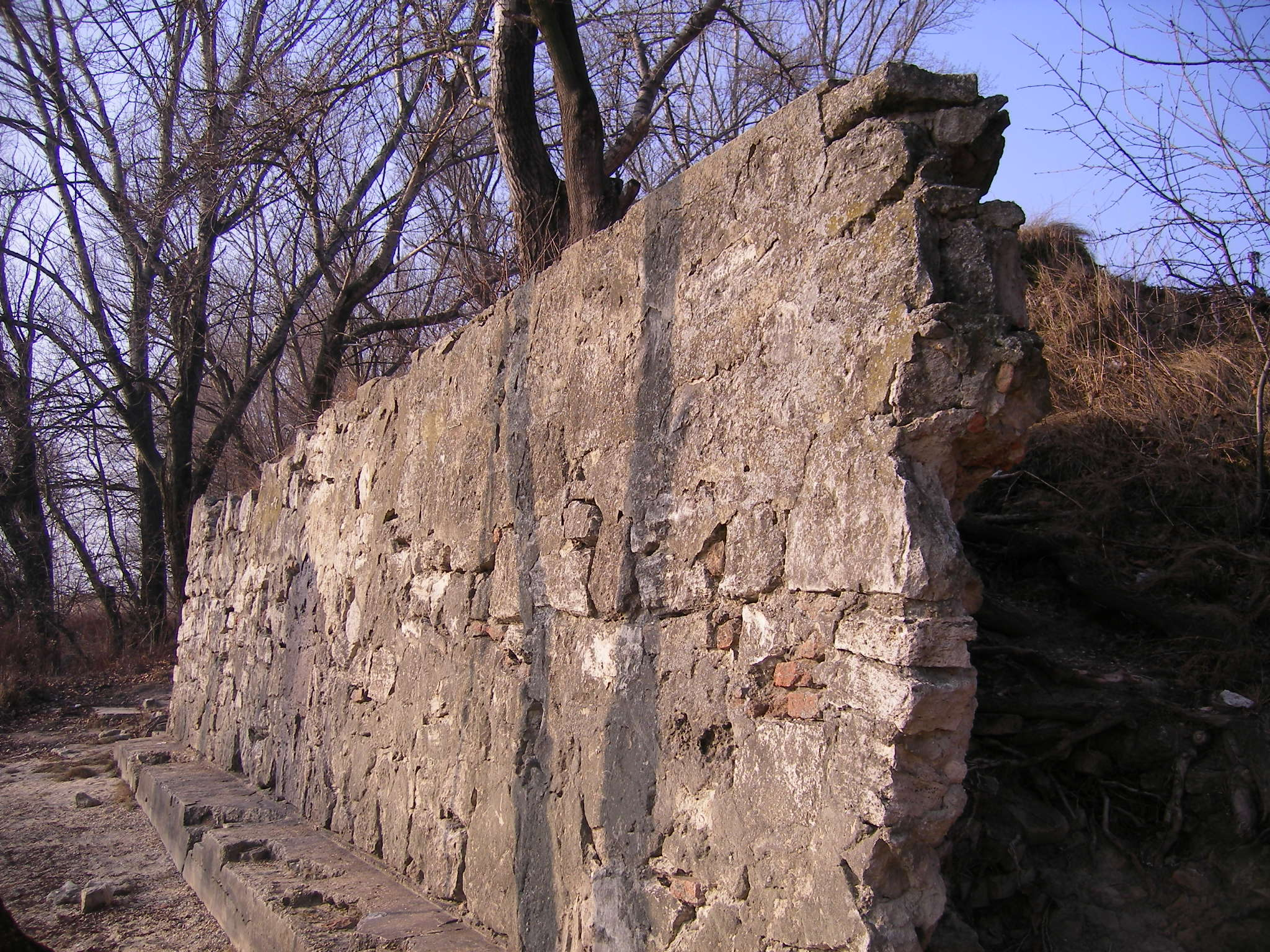
Az érseki kúria falmaradványa
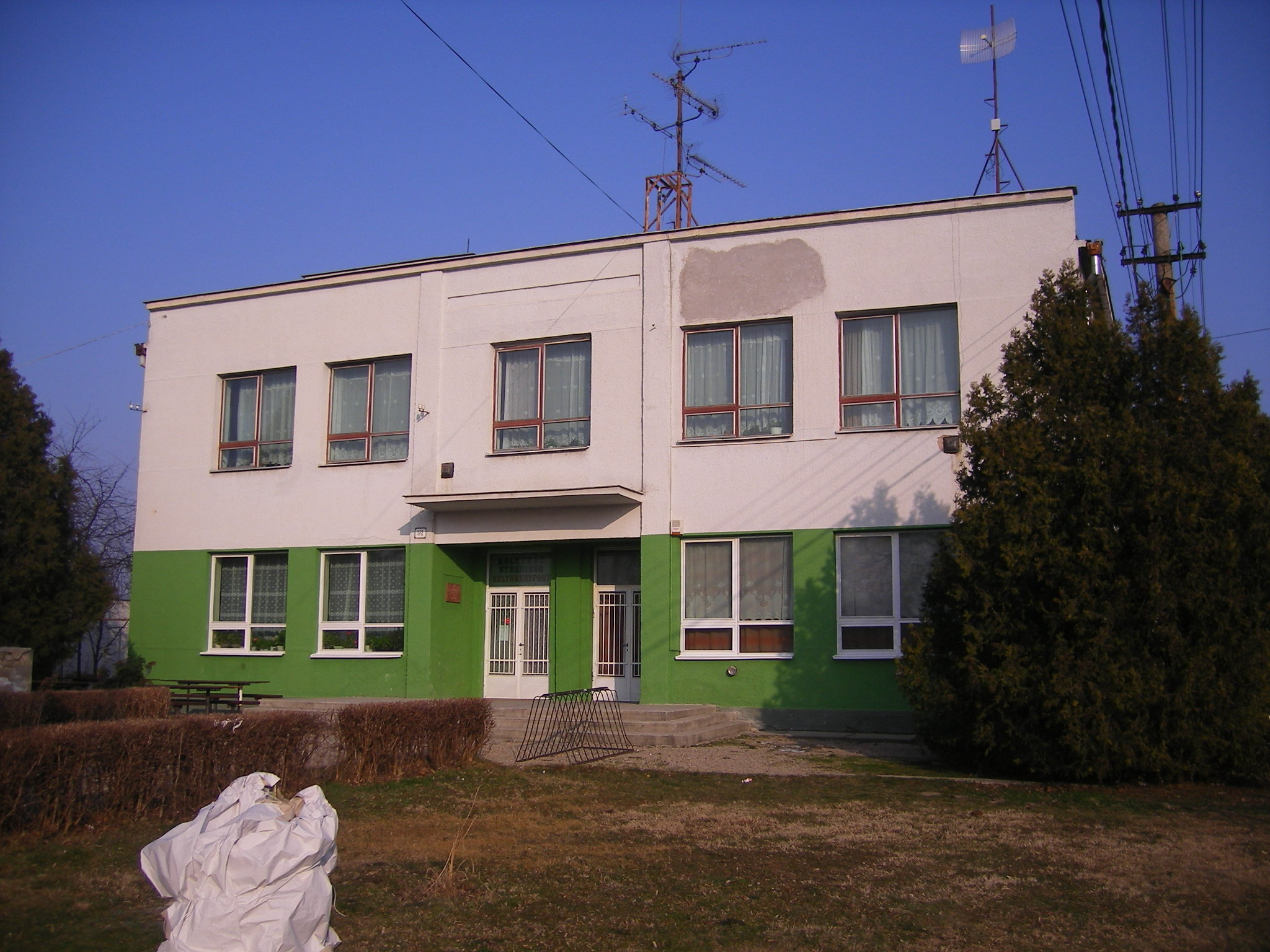
Kultúrház
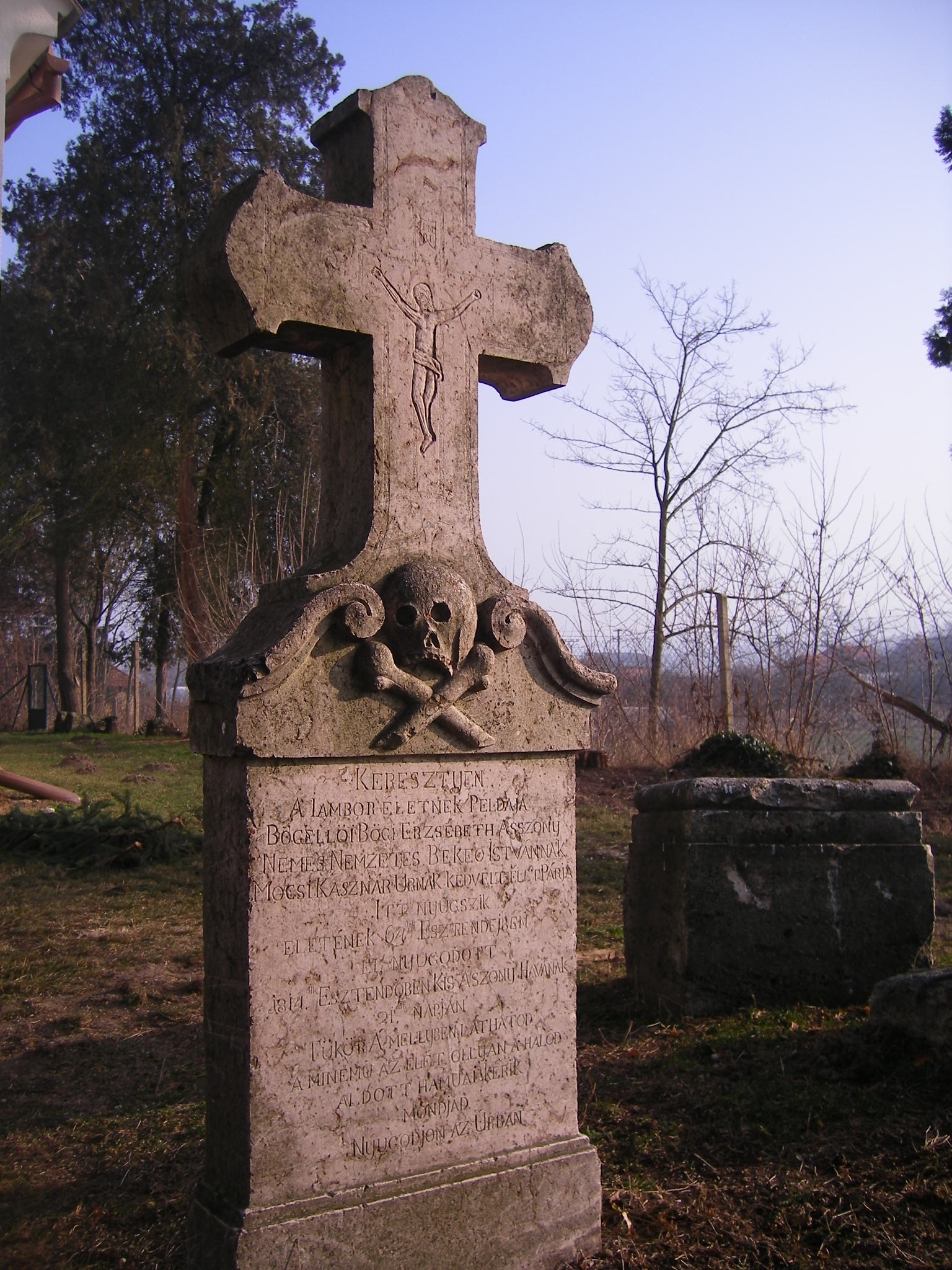
Halálfejes síremlék a katolikus templomnál
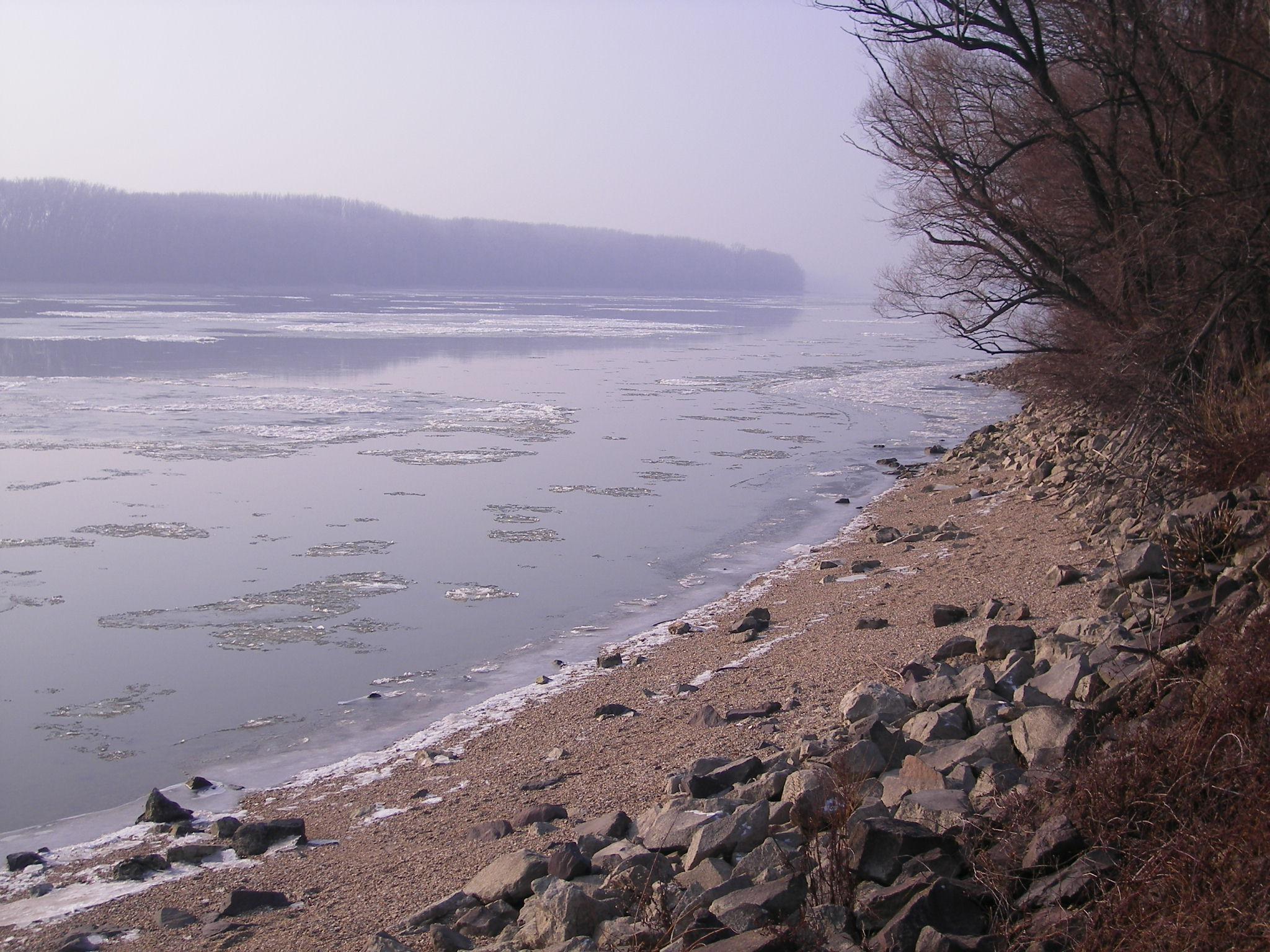
A mocsi Duna-part januárban
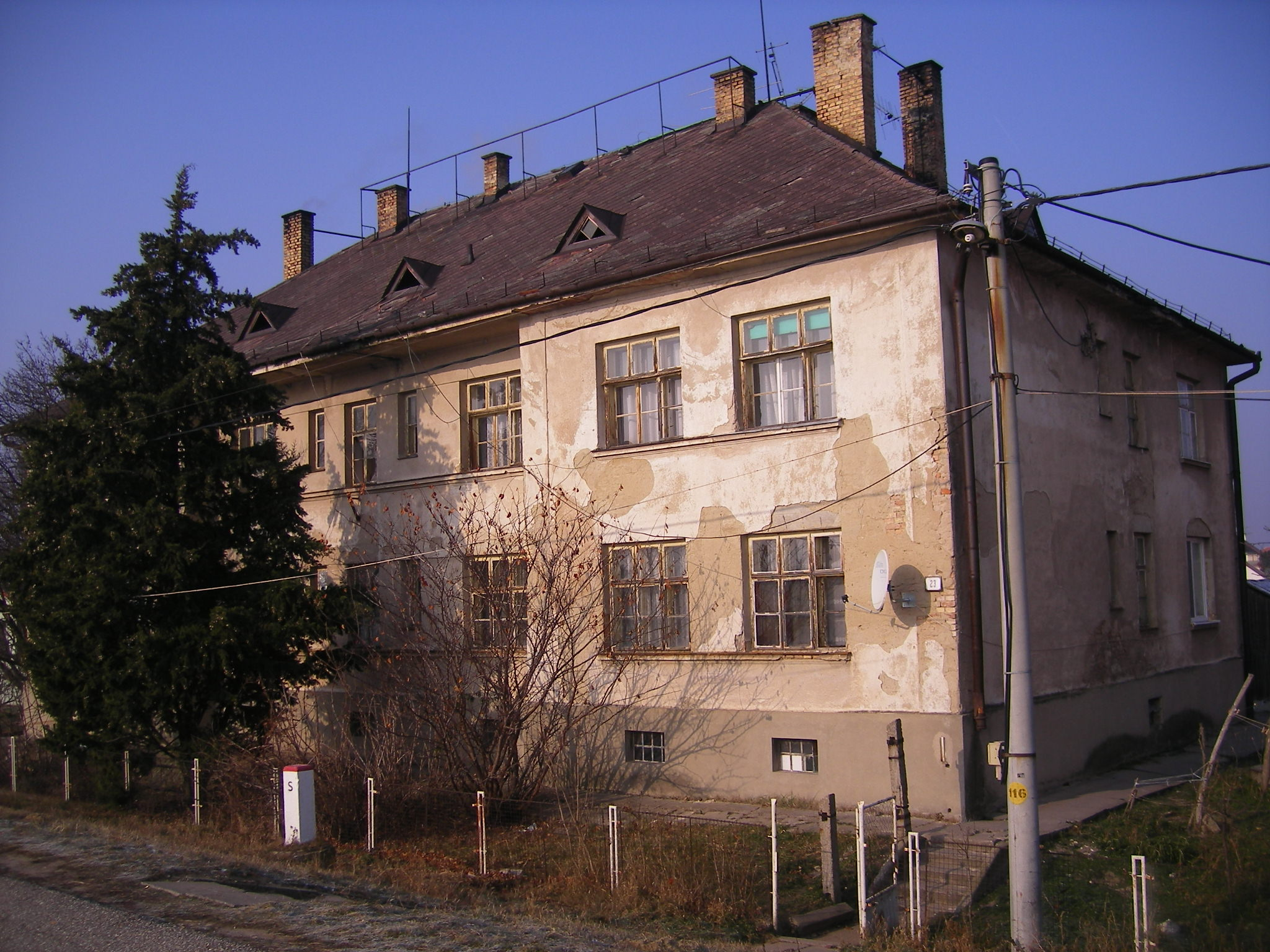
Az egykori határőrlaktanya
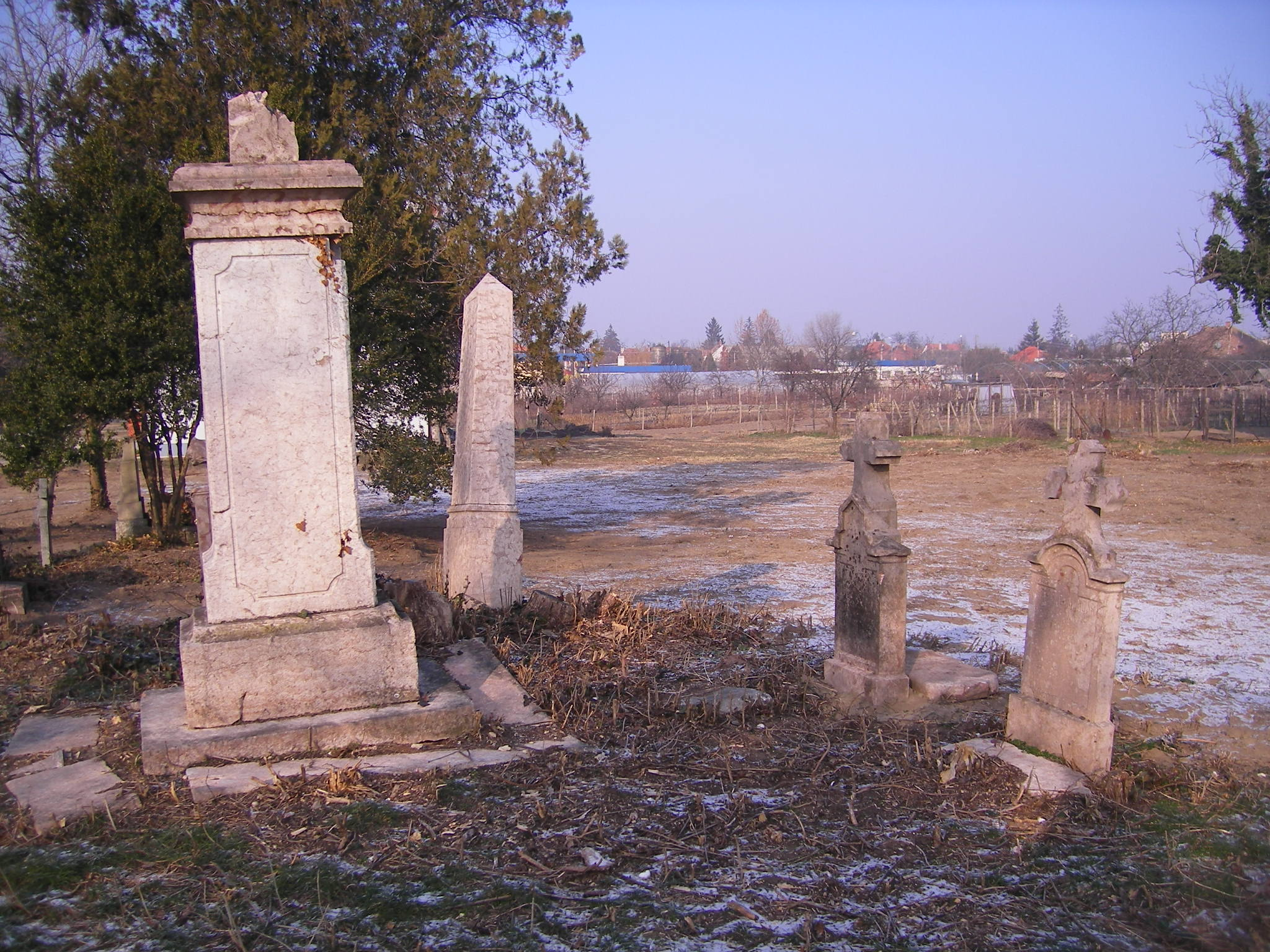
A régi katolikus temető
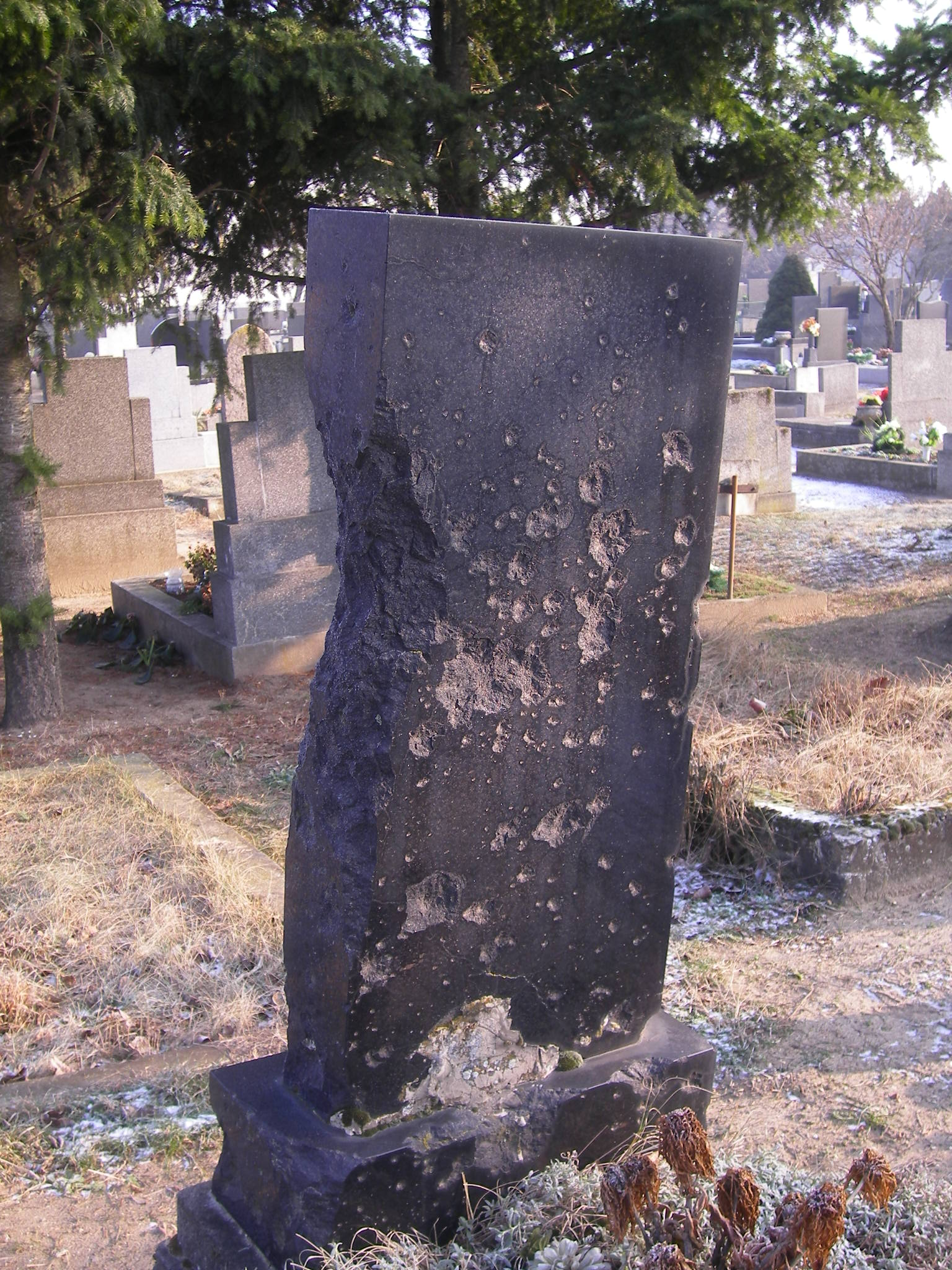
A második világháború nyomai a temetőben
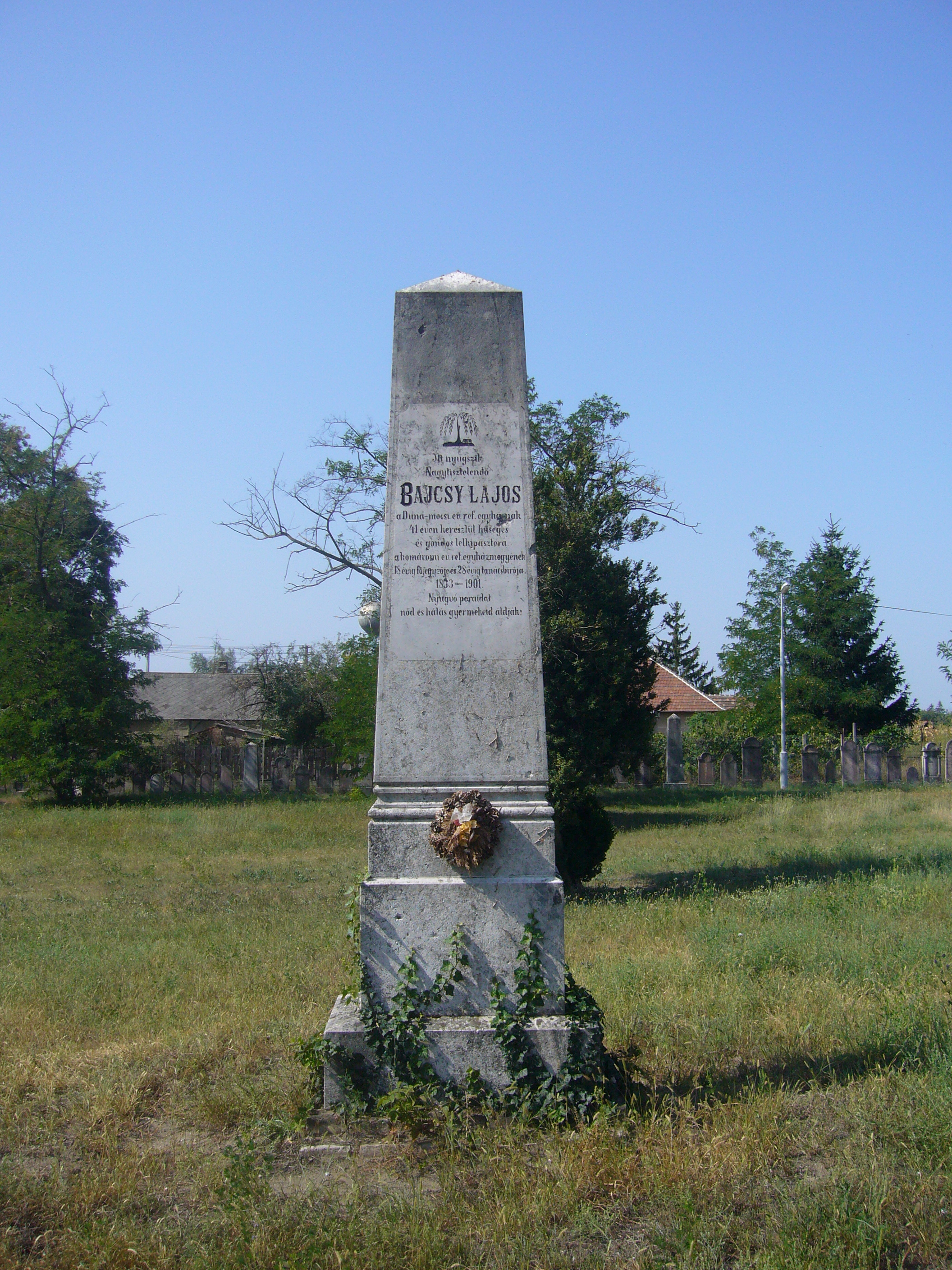
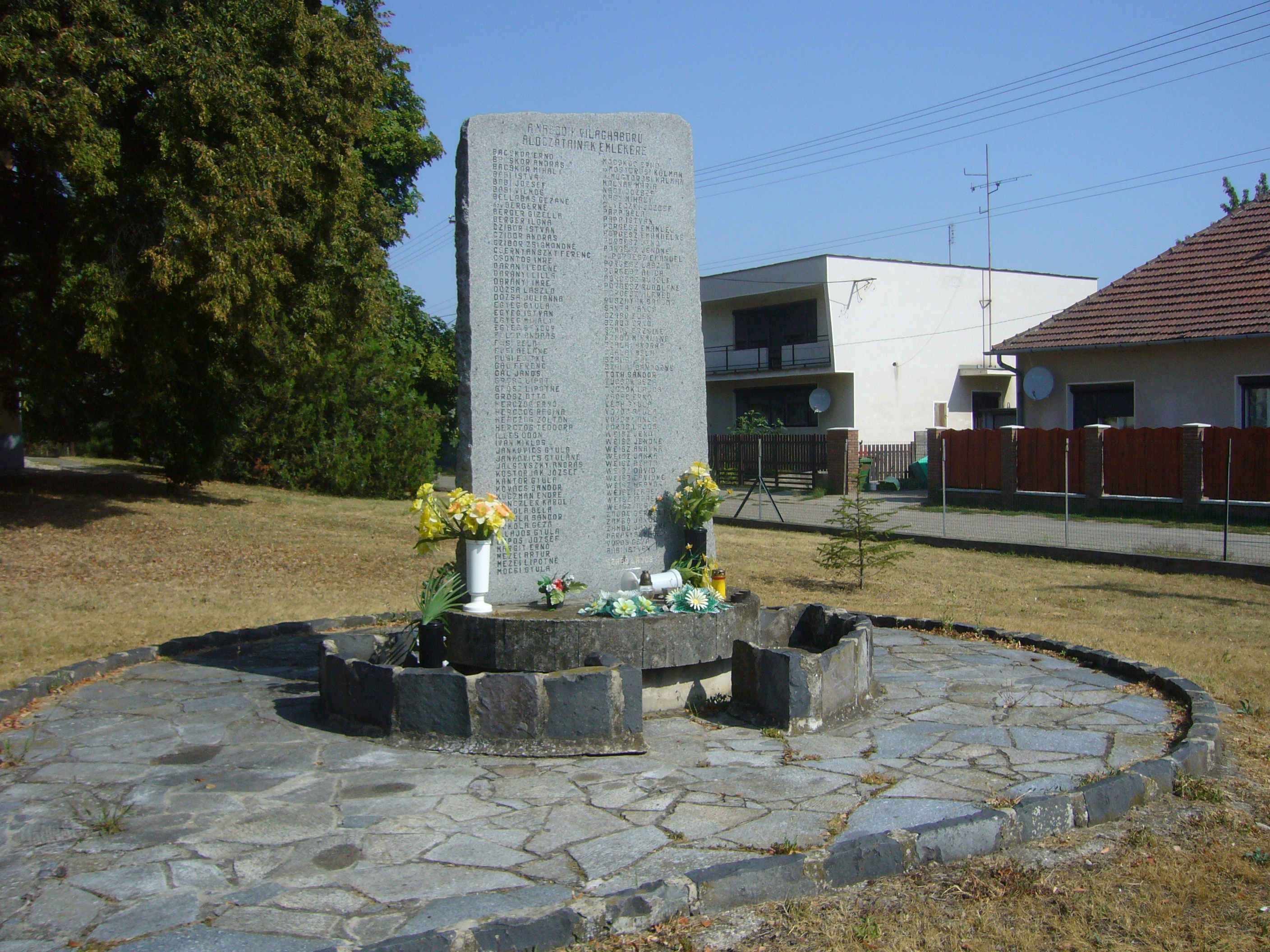
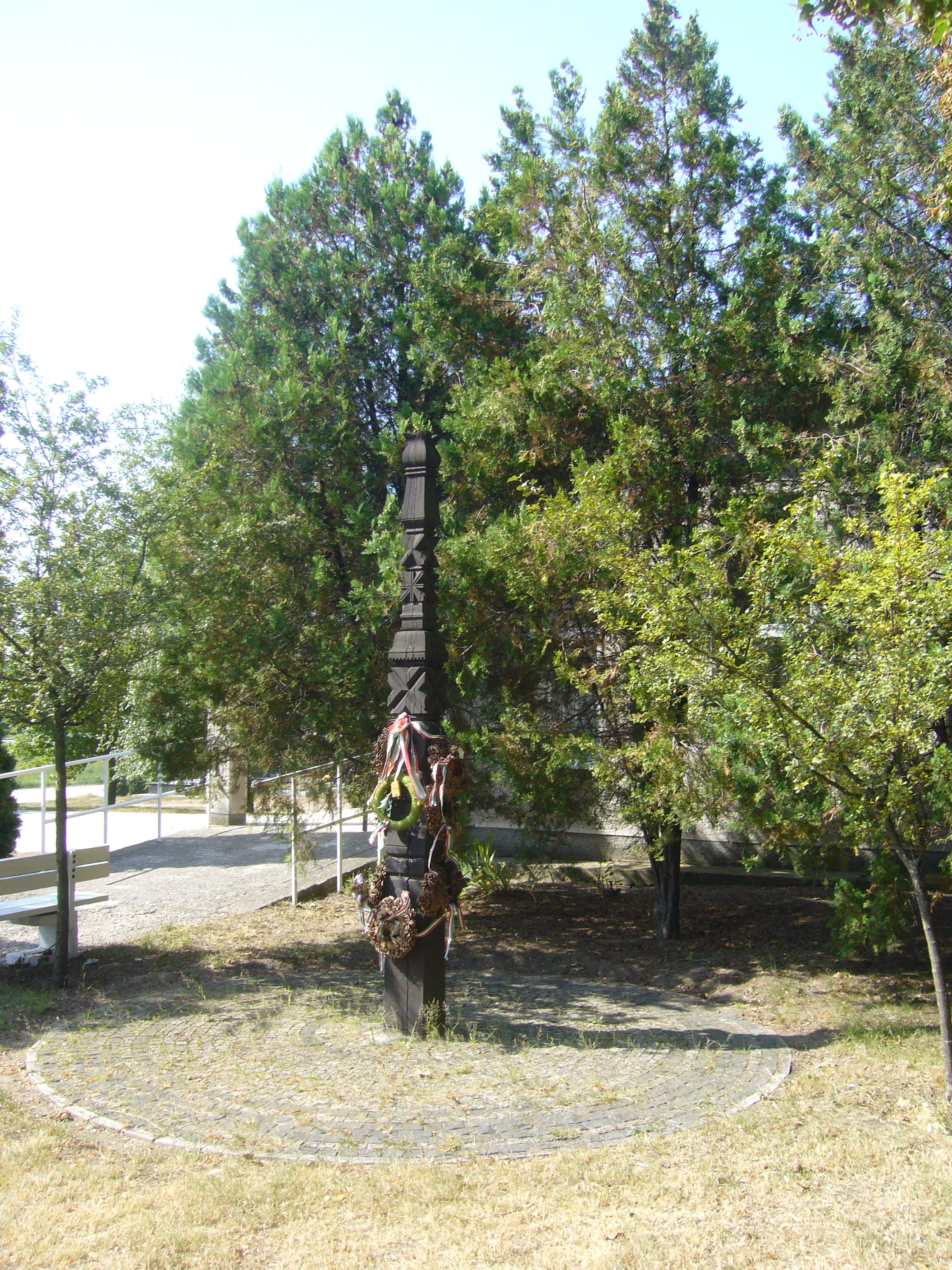
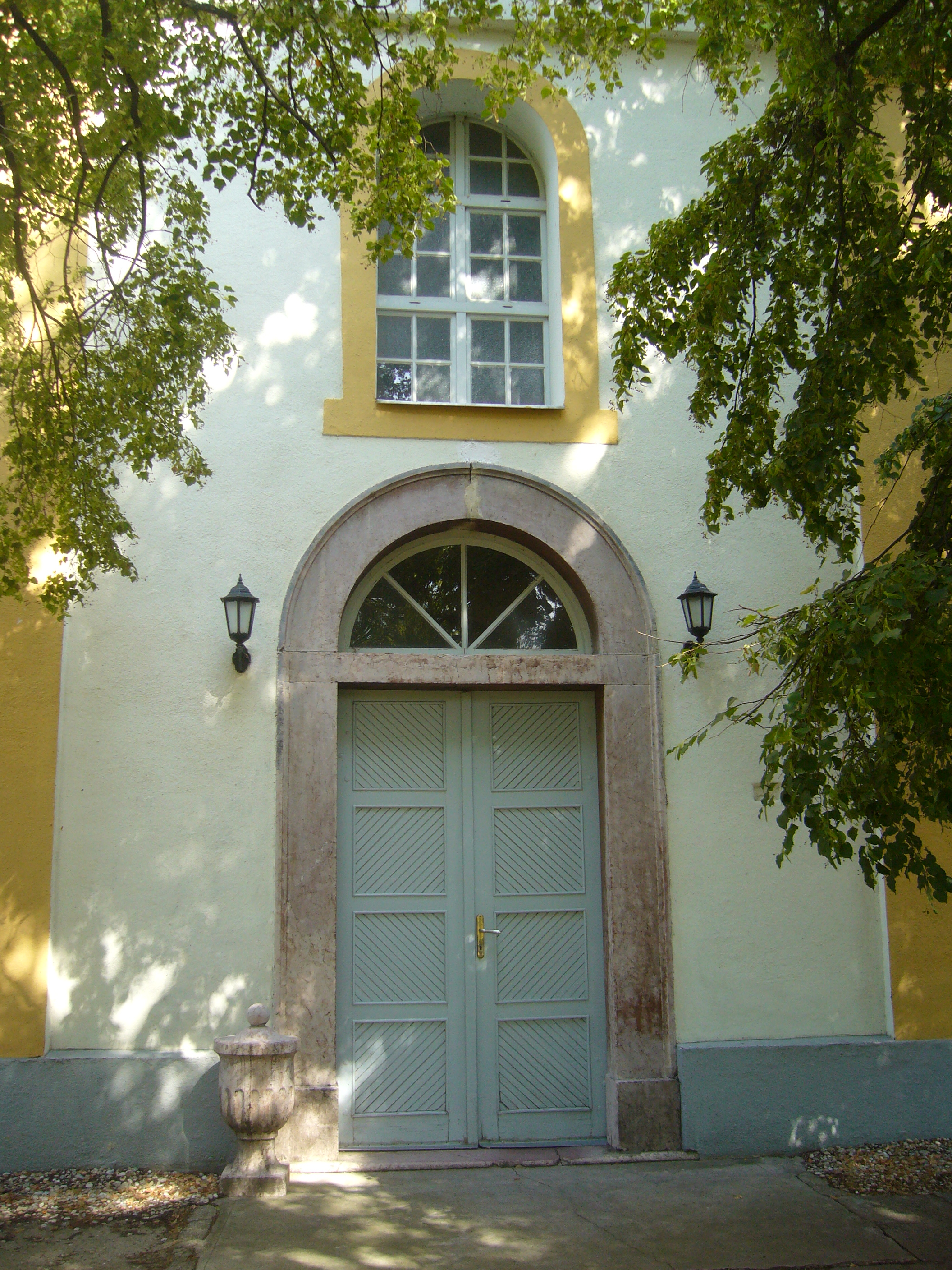

## Testvértelepülések
- Süttő
- Kocs